# ドイツ社会民主党
ドイツ社会民主党（ドイツしゃかいみんしゅとう、ドイツ語: Sozialdemokratische Partei Deutschlands、略称:  SPD〈エス・ペー・デー〉）は、1863年に結成されたドイツの中道左派政党。中道右派政党のドイツキリスト教民主同盟とともにドイツにおける二大政党の一つである。進歩同盟加盟。

## 概説
全ドイツ労働者協会（ADAV、「ラッサール派」）と社会民主労働者党（SDAP、「アイゼナハ派」）という2つの社会主義者政党が1875年のゴータ大会において合同して創設したドイツ社会主義労働者党（SAP）を前身とし、1890年に現在の党名に改名した。1891年にマルクス主義に基づくエルフルト綱領を制定し、第2インターナショナルの中心となるが、やがて社会改良主義的な日常的党活動とマルクス主義の革命主義の矛盾から修正主義派・中央派・急進左派に党内分裂した。1914年に第一次世界大戦が勃発すると戦争を支持したが、その方針を巡る対立から中央派の一部や急進左派が党を去り、彼らは独立社会民主党（USPD）や共産党（KPD）を形成することになる。
1918年11月のドイツ革命直前に政権に参加し、革命の中で社民党党首エーベルトが政権を掌握。労兵評議会の全権掌握（プロレタリア独裁）を要求する在野の急進左派勢力を武力で制圧して国民議会を招集し、当時世界で最も民主的と言われたヴァイマル憲法の可決を主導した。ヴァイマル共和政下では中央党（Zentrum）や民主党（DDP）とともに穏健左派・中道・リベラルの連立政権ヴァイマル連合を形成することが多かった。1919年から1925年までエーベルトが初代大統領を務め、1919年から1920年と1928年から1930年にかけては首班で内閣を組閣した（シャイデマン内閣、バウアー内閣、ミュラー内閣）。1933年に国民社会主義ドイツ労働者党（NSDAP、ナチス）が政権に就くと活動を禁止され、解散に追い込まれた。
第二次世界大戦後に西ドイツでも東ドイツでも再建されたが、東ドイツでは1946年に共産党に強制合併されてドイツ社会主義統一党（SED）となり、以降1989年の再建まで社民党は禁止された。西ドイツでは中道右派のキリスト教民主同盟（CDU）と並ぶ二大政党の一つとなり、1959年にはゴーデスベルク綱領を制定してマルクス主義の階級闘争と絶縁して階級政党から中道左派の国民政党へと路線変更した。1960年には北大西洋条約機構（NATO）による西側軍事同盟も容認の立場へ転換した。1966年にはキリスト教民主同盟/キリスト教社会同盟（CDU/CSU）と大連立を組んで戦後初めて政権に参加し、ついで1969年から1982年にかけては自由民主党（FDP）と連立を組んで首班で政権を担当した（ブラント内閣、シュミット内閣）。
1989年10月には東欧革命により民主化の進む東ドイツで社会民主党が再建され、西側社民党の支援を受けた。1990年9月にドイツ再統一を前にして東側社民党は西側社民党に合流した。1998年から2005年まで同盟90/緑の党と連立して首班で政権を担当し（シュレーダー内閣）、ついで2005年から2009年までと2013年から2021年までCDU/CSUと大連立を組んで連立与党となり、2021年からは同盟90/緑の党、FDPと連立して首班として政権に就いている。（ショルツ内閣）
ラッサールが全ドイツ労働者協会を創設した1863年5月23日を党の創設日と見做しており、ドイツ現存最古の政党にあたる。国際的にもイギリス労働党、フランス社会党などと共に欧州の社会民主主義政党の中核的存在として知られる。

## 歴史

### 帝政時代

#### ラッサール派とアイゼナハ派

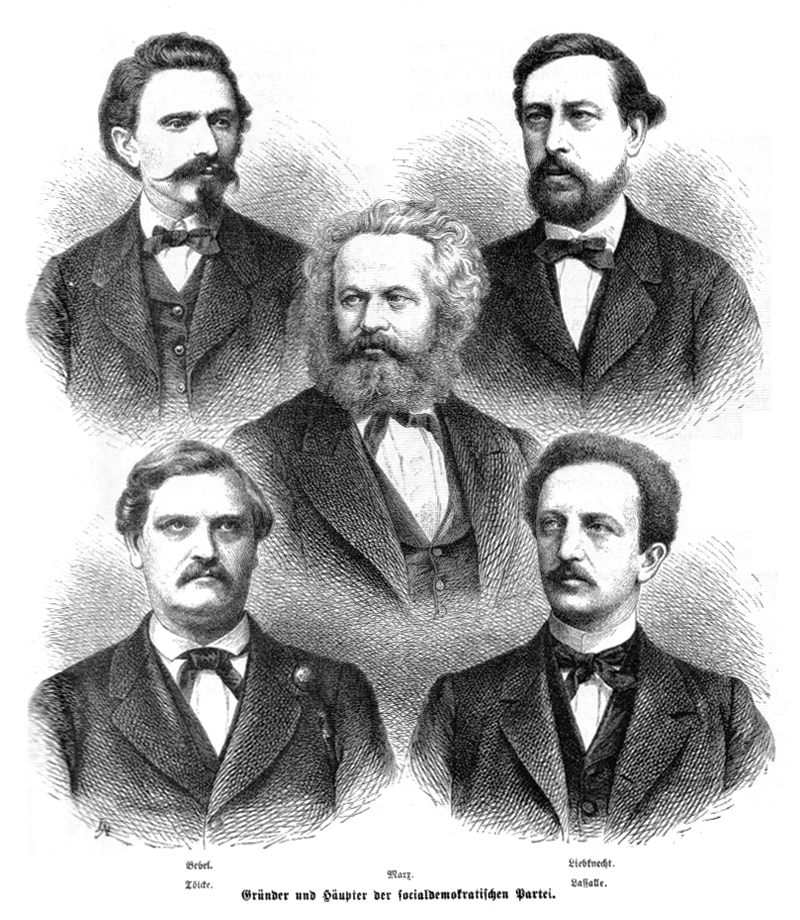
ドイツ社会民主党の前身である全ドイツ労働者協会、社会民主労働者党、ドイツ社会主義労働者党に関連する人々。アウグスト・ベーベル（左上）、ヴィルヘルム・リープクネヒト（右上）、カール・マルクス（中央）、カール・ヴィルヘルム・テルケ（左下）、フェルディナント・ラッサール（右下）

1863年5月23日、プロイセン王国の社会主義者フェルディナント・ラッサールがザクセン王国首都ライプツィヒにおいて全ドイツ労働者協会を創設した。ドイツ社会民主党では、同協会の創設をもって自党の創設と見做している。この協会は普通選挙を労働者階級の社会的利益を十分に代表させる手段として、その実現のため合法的手段で労働運動を組織する事を目的に掲げていた。プロイセン衆議院の第一党であるドイツ進歩党（DFP）やドイツ国民協会などブルジョワ自由主義者の影響力から脱して創設されたドイツで初めての労働者階級独自の政党だったが、指導者のラッサールは普通選挙や社会政策、ドイツ統一を実現するためには王党派のプロイセン首相オットー・フォン・ビスマルクと接近することも厭わなかったため、民主主義革命への志向は希薄になりがちだった。
そうしたラッサールの親ビスマルク的労働運動を嫌っていたイギリス亡命中の社会主義者カール・マルクスの支持者ヴィルヘルム・リープクネヒトとアウグスト・ベーベルは、1866年にザクセン人民党を創設し、ついで1869年8月のアイゼナハ大会でマルクス主義的なアイゼナハ綱領のもとに社会民主労働者党を創設し、ビスマルクによる小ドイツ主義ドイツ統一事業、すなわちオーストリアをドイツから排除してプロイセンの権威主義体制を全ドイツに拡大させる形でのドイツ統一に反対した。全ドイツ労働者協会と社会民主労働者党はビスマルクや北ドイツ連邦への評価などを巡って対立を深め、やがて全ドイツ労働者協会は「ラッサール派」、社会民主労働者党は「アイゼナハ派」と呼ばれるようになった。
しかし1871年3月にラッサール派指導者ヨハン・フォン・シュヴァイツァーが辞職するとラッサール派の親ビスマルク的傾向は減少し、アイゼナハ派もオーストリアを除いた統一に反対しなくなっていたため、両者を対立させる重要な論点がなくなった。さらに1874年1月10日の帝国議会（Reichstag）の選挙で両派は同じぐらいの票数を獲得して共に議席を伸ばしたが、もし合同して選挙戦に臨んでいたら更に2、3議席取れている計算だった。この選挙結果がいきり立つ両者を鎮静化させる役割をもたらした。さらに官憲がラッサール派もアイゼナハ派も問わず弾圧を行っていたため、両者の連帯感も増していた。
こうした背景から両派は徐々に結びつき、合同政党を作る機運が高まった。

#### ドイツ社会主義労働者党

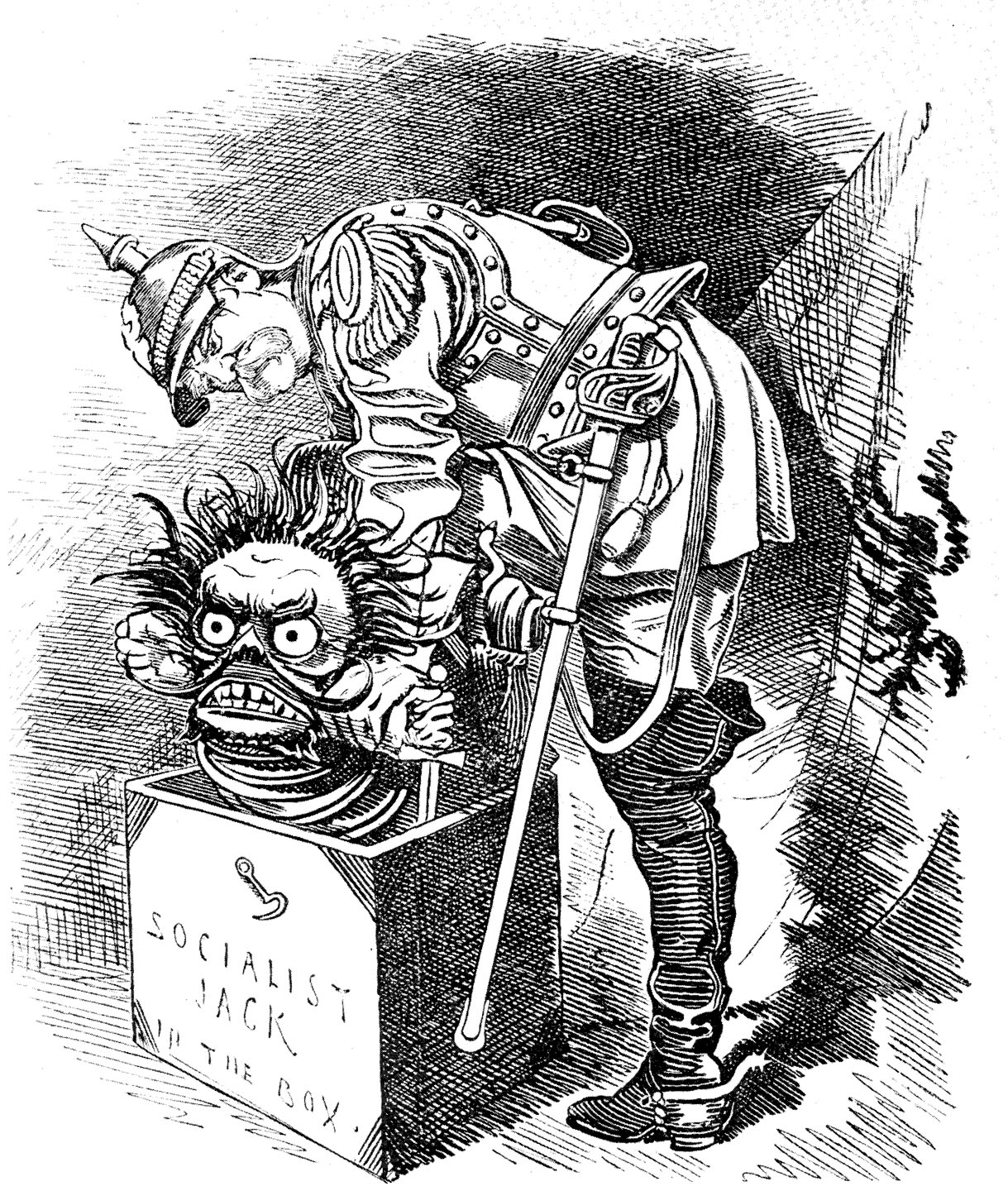
1878年『パンチ』誌の社会主義者鎮圧法の風刺画„Socialist jack in the box“。びっくり箱の中から飛び出そうとする社会主義者を押し戻そうとするビスマルク

1875年5月22日から27日にかけてのゴータ大会で、ラッサール派とアイゼナハ派はゴータ綱領のもとに合同してドイツ社会主義労働者党を創設した。このゴータ綱領はほぼアイゼナハ綱領に沿ったものだったが、綱領草案を読んだマルクスはラッサール派の影響が強いとして批判した（『ゴータ綱領批判』）。例えば「労働者階級はまず民族国家内でその解放のために働く」という表現をラッサール特有の民族主義の影響と見做して「さぞかしビスマルク氏の口に合うことだろう」と批判した。他にも「賃金の鉄則」というラッサール的表現が入っていることや、「自由な国家」というブルジョワ的な目標を掲げる一方「プロレタリア独裁」についても「未来の共産主義社会の国家組織」についても記述がないことなどを逐条的に批判した。マルクスの抗議を受けてリープクネヒトは「民族的国家内で働く」の件を「かかる働きは国際連帯へ向かう予備的段階である」ことを明記する草案修正を施したが、それ以外の部分については修正を拒否して綱領を制定した。
ゴータ大会後も弾圧は続き、1876年3月にベルリン市裁判所がドイツ社会主義労働者党を違法として禁止したため、党は同年8月19日から23日に「一般社会主義会議」という名目で大会を開催。ここで中央機関紙を一元化し『フォアヴェルツ(前進)』を同年10月からライプツィヒで発行することを決議した。
1877年1月10日に行われた帝国議会の総選挙において社会主義労働者党は得票率9%を獲得して12議席を獲得した。ビスマルクにとって直ちに脅威になるような議席ではないが、ビスマルクは社会主義者を「帝国の敵」と見做して忌み嫌っており、またビスマルク政府と不協和音が響き始めていた自由主義右派政党国民自由党（NLP）を再度政府の側に引き付けようという意図から社会主義者の活動を禁止する法律が目指された。1878年5月11日と6月2日の二度にわたって皇帝ヴィルヘルム1世暗殺未遂事件があり、保守系・政府系新聞によって社会主義の脅威が煽り立てられる中、総選挙での保守派の大勝を経て、10月19日に社会主義者鎮圧法が制定された。同法により既存の国家秩序・社会秩序を転覆しようとする社会主義・共産主義的な団体や活動（集会・祭典・行進・印刷物など）は禁止され、官憲は違反者を放逐できるようになった。また社会主義的な扇動に脅かされている地域は1年以内の戒厳令を布告できることになった。この社会主義者鎮圧法についてビスマルクは当初無期限での立法を望んでいたが、国民自由党からの要請で時限立法となった。
この法律により社会主義労働者党は官憲から徹底的な弾圧を受け、代議士が帝国議会で活動する以外は手も足も出なくなった。禁固刑に処せられた者は1500人に及び、ベルリン、フランクフルト・アム・マイン、ライプツィヒでは何度も戒厳令が布告され、約1000人の指導者が居住地を追われることになった。また社会主義者は「祖国なき輩」として社会的にも迫害を受けた。しかしながらこれらの弾圧や迫害がかえって同党の結束力を高めることとなった。社会主義労働者党の党勢が衰えることはなく、むしろ拡大していき「赤い妖怪がどこの酒場にも現れるようになった」と評される状況になった。また党はドイツ国外、特にスイスに強固な組織を作るようになった。1879年からスイスで『ゾツィアルデモクラート(社会民主主義)』紙を発刊し、毎週定期的に官憲の目を掻い潜って数千部がドイツ各地に配布された。
1890年の帝国議会選挙では得票率のうえでは19%を獲得して第一党となるに至った（ただし保守系議員に著しく有利な選挙区制度により議席の上では第一党とはなれなかった）。

#### ドイツ社会民主党への改名と党勢拡大

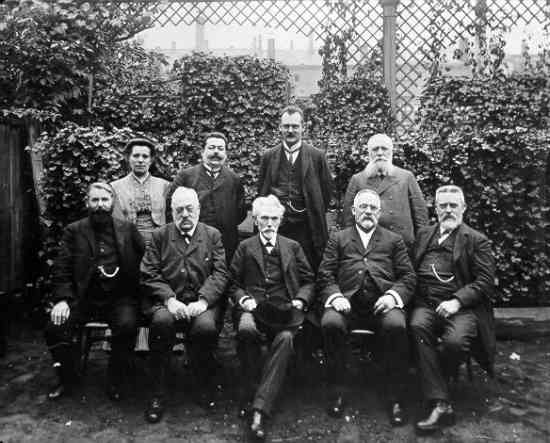
1909年の社民党指導部の記念写真
前列左からアルヴィン・ゲーリッシュ、パウル・ジンガー、アウグスト・ベーベル、ヴィルヘルム・プファンクーヘ、ヘルマン・モルケンブーア。後列左からルイーゼ・ツァイツ、フリードリヒ・エーベルト(後の大統領)、ヘルマン・ミュラー(後の首相)、ロベルト・ヴェンゲルス

1890年9月に社会主義者鎮圧法が失効。1890年10月12日から18日にかけてハレにおいて社会主義者鎮圧法失効後の最初の党大会が開催され、この党大会で社会主義労働者党はドイツ社会民主党と党名を変更した。党指導部は2名の議長（Vorsizender）、2名の書記（Schriftführer）、1名の会計（Kassierer）、7名の監査（Kontrolleur）で構成され、議長にはパウル・ジンガーとアルウィン・ゲーリッシュが就任。また『ゾツィアルデモクラート』紙を廃止し、『フォアヴェルツ』紙を再興して中央機関紙に定めた。
1892年11月に開催されたベルリン党大会ではベーベルとジンガーが議長に選出された。以降1910年のマクデブルク党大会までこの2人が議長に選出され続けた。1911年3月にジンガーが死去したため、同年9月のイェーナ大会でベーベルと共にフーゴー・ハーゼが議長に選出された。ついで1913年8月にベーベルが死去すると同年9月のイェーナ党大会でハーゼと共にフリードリヒ・エーベルトが議長に選出された。
社民党の党員数は1906年6月30日の時点で38万4327人だったが、1907年7月31日には53万466人、1910年6月30日には72万38人、1912年6月30日に97万0112人、そして1914年3月31日には108万5905人に達した、社民党と密接な関係を持っていた自由労働組合も1913年には組合員250万人を突破している。自由労働組合は社民党の支持母体の中でも随一の存在だった。
1912年の帝国議会選挙では社民党は得票率34.8%を獲得して得票の上でも議席の上でも第1党となった。国際的にも第二インターナショナルにおける最大の社会主義政党であり、第2インターナショナル加盟政党の模範たる存在だった。無数の社会団体やスポーツクラブ、新聞などを保有して文化面での活動も広げていった。しかし議院内閣制が確立しなかった帝政ドイツにおいては議会の第1党となっても社民党はなお「隔離」された存在であり続け、1890年以降も帝政期を通じて社民党員はいたるところで「祖国なき輩」として差別待遇を受け続けた。
また帝政ドイツでは帝国議会が男子普通選挙であったものの、帝国に加盟する各邦国の選挙制度はプロイセン衆議院の三等級選挙権制度に代表されるように厳しい制限選挙のもとにあったため、社民党が邦国政治に進出していくのは困難であった。プロイセン衆議院には社民党は1908年まで1議席も持てず、ザクセン王国議会の衆議院においても1890年代こそ10議席程度保有していたものの、それ以降は1議席に落ち込んでいる。帝国の上院にあたる連邦参議院は各邦国代表から成るが、最大の大邦プロイセンが絶大な影響力を持ったため、プロイセンに足場を持てない社民党は帝国政治のレベルにおいても不利だった。
一方で男子普通選挙が導入されていたバイエルン王国議会の衆議院（1906年に導入）やヴュルテンベルク王国議会の衆議院（1906年に導入）、バーデン大公国議会の衆議院（1904年に導入）では社民党は浸透した。これらの邦国では社民党はリベラル政党と連携することが多く、後述する「修正主義」「社会改良主義」の拠点となった。

#### 修正主義派と中央派と急進左派
1891年10月のエルフルト党大会でエルフルト綱領が制定された。この綱領は原則綱領と行動綱領に分けており、原則綱領の方はカール・カウツキーによって起草され、マルクス主義に依拠して社会主義革命を謳う内容になっていた。一方行動綱領の方は主にエドゥアルト・ベルンシュタインによって起草され、国家に対する当面の要求、すなわち普通選挙、比例代表選挙、表現・結社の自由、宗教と教育の分離、男女平等、累進課税強化、間接税廃止、八時間労働制、児童労働・夜間労働禁止、団結権保障を求めるという社会改良主義を内容としていた。しかし原則綱領と行動綱領に繋がりが見出せず、それが修正主義論争の原因となる。
この綱領の草案を読んだフリードリヒ・エンゲルスは『1891年の社会民主党綱領草案批判（Zur Kritik des sozialdemokratischen Programmentwurfes 1891）』（エルフルト綱領批判）を書き、カウツキーに送った。その中でエンゲルスはドイツ社会民主党は社会主義鎮圧法復活への恐怖から日和見主義に走っているとし、党に蔓延する社会改良主義を牽制した。ドイツにおいて合法的に掲げることは難しいことは認めつつ、労働者階級が支配権を握るための前提条件とする共和制の要求や小邦分立主義とプロイセン主義の除去によるドイツ再編成（ドイツ統一共和国）の要求が書かれていないことなどを批判した。
だが、社会民主党の活動が広がるにつれて、実際の党活動は社会改良主義運動が大半を占めるようになり、原則綱領は建前化していった。そうした中で原則綱領は理論上も問題視されるようになり、新たな理論体系修正主義が登場することになる。早くも1890年代中頃には当時主流派だったカウツキーら正統派（マルクス教条主義者）への批判が現れるようになったが、エルフルト綱領の革命理論の全面修正が提唱されたのは、1899年にベルンシュタインが著した『社会主義の諸前提と社会民主主義の諸課題』においてであった。その中でベルンシュタインは資本主義社会を革命で社会主義へ変えるというマルクス主義を修正し、議会活動を通じて漸進的に社会主義へ向かう路線に変更すべきだと主張した。
この提唱は党内外に大きな反響を呼び、数年に及ぶ修正主義論争を巻き起こした。自由労働組合員の間では修正主義を支持する者が多かったが、党内では正統派が有力だった。1903年のドレスデン大会ではカウツキーやローザ・ルクセンブルクら正統派の猛反対により修正主義は圧倒的多数で否決され、マルクス主義の革命主義は温存された。
ベーベルら党指導部は「今は合法的活動と党組織の拡充に専念し、来たるべき体制の危機に備える」という「待機戦術」を唱道した。こうした折衷的立場をとることによって党の分裂を回避しようと苦心した。1905年の党大会では党指導部の「待機戦術」に対してゼネスト・大衆ストライキ戦術の必要性が決議されたが、その翌年の党大会では組合の社会改良主義の圧力で組合側にストライキの共同決定権を認められている。

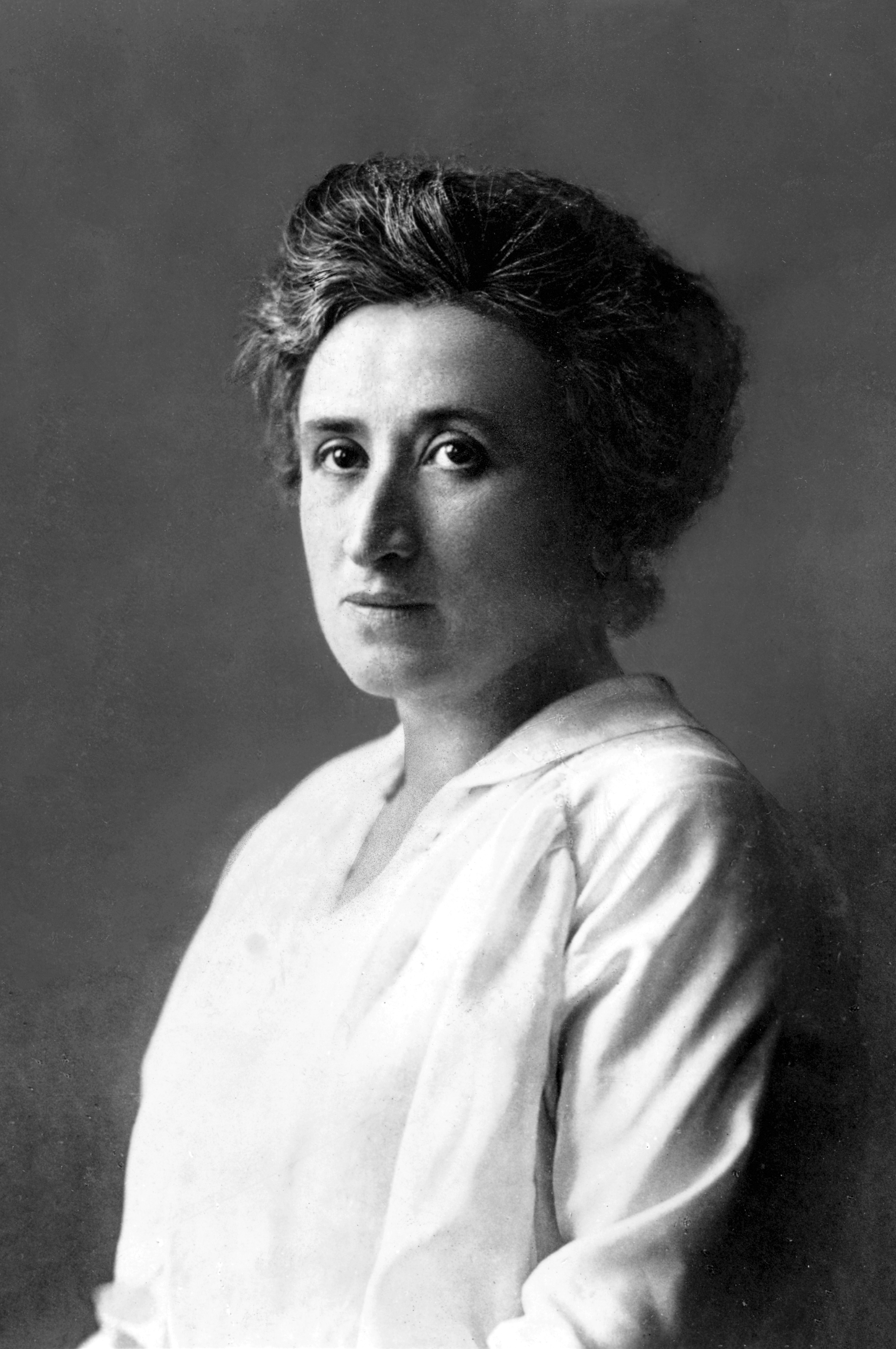
急進左派のローザ・ルクセンブルク

1908年から1910年頃にかけて正統派が分裂した。党指導部やカウツキーが中央派(中間派)を形成する一方、ルクセンブルク、フランツ・メーリング、クララ・ツェトキンらは急進左派勢力を形成するようになった。中央派は改良主義的日常政策を革命的イデオロギーと和解させる立場であり、党内の多数派がここに所属し、最初はベーベルとジンガーのもと、1911年ないし1913年以降はフーゴー・ハーゼとフリードリヒ・エーベルトのもとで党指導部を掌握し続けた。対する急進左派は数の上では少数派であったものの、マルクス主義理論が活発であり、独自のイデオロギー的傾向を形成し、後のドイツ共産党の源流となった。中央派と急進左派の対立は1910年頃から激しくなり、ルクセンブルクらが街頭運動を大衆ストライキに発展させて革命的状況を作り出そうとするのをカウツキーらは「一揆主義」と批判した。
このような党内分裂に至ったのは、帝政ドイツの政治体制の複雑さにも一因があった。帝政ドイツは西欧的なブルジョワ議会主義ではなかったため、フェビアン社会主義のように革命を完全放棄するわけにはいかなかった。かといって帝政ロシアほどの専制国家でもないため、ボルシェヴィキのように革命の前衛戦士として国家に対していつまでも革命的であり続けるわけにもいかなかったのである。

#### 植民地に対する見解
結党から長きにわたって社民党は原則として植民地領有や植民地政策に反対してきた。しかし党の規模が成長するにしたがって修正主義的な立場から「植民地支配は文明国の権利であり義務である」として植民地支配を支持する党員が増えていった。植民地問題は政府にとって社民党の支持層である労働者を含めて全国民から支持を得やすい問題であった。ドイツ領南西アフリカで発生したコイコイ人（ホッテントット族）の反乱に伴う軍の駐留費の予算案をめぐって行われた1907年初頭の「ホッテントット選挙」においても植民地支配に反対していた社民党は労働者から離反されて後退を余儀なくされている。こうした情勢から社民党は1907年9月の第2インターナショナルのシュトゥットガルト大会において「社会主義的植民地政策」を宣言し、植民地領有を公然と認めるに至った。

#### 政府への接近
第一次世界大戦前夜の時期、ブルジョワ陣営に急進的ナショナリズムが浸透した影響で、ブルジョワ諸政党が「もっと強力な軍拡を推し進めよ」と政府批判を展開する局面があった。こうした「右からの反体制勢力」の出現により社民党は政府がその圧力に屈さない限りにおいて、政府に友好的な立場をとる政党になりはじめた。特に1907年の「ホッテントット選挙」後、社民党は反戦や反軍拡を積極的には主張しなくなった。

#### 第一次世界大戦

##### 社民党の戦争支持
オーストリアとセルビアの開戦を巡って1914年8月1日にドイツはロシアに宣戦布告。8月3日にはロシアの同盟国フランスがドイツに宣戦布告し、8月4日にドイツ軍がベルギー侵攻を開始するとイギリスもドイツに宣戦布告。第一次世界大戦が勃発した。
8月4日に戦時予算審議のため帝国議会が招集されることになり、社民党はその対応を協議するため、8月2日に幹部会を招集した。議論は紛糾し、フィリップ・シャイデマンらが戦時予算に賛成する一方、ハーゼらはカウツキーの支持を得て反対。しかし8月3日の議員総会の採決は賛成78反対14で戦時予算案に賛成することを決議した。
これを受けてハーゼは社民党議員団団長として8月4日の帝国議会において次のごとき戦争支持の演説を行った。「最良の自国民の血によって彩られたロシア専制主義が勝利を得るならば、ドイツ民族およびその自由な将来にとって、ゆゆしき一大事と言わなければならない。我々は文化と我々自身の国家の独立とを確保するため、この危険を防がねばならない。ここにおいて、我々は、我々が常に『危機に際しては祖国を見捨てず』と強調してきたところを実行するものである。我々は、こうすることにより、侵略戦争を排撃し、各民族の独立と自衛の権利を承認してきたインターナショナルの精神と一致するものと信ずる。しかしながら、我々は、自存の目的が達成され、相手国に平和の意図ある場合にはすみやかに隣人たる諸国民との友情を可能にならしむべき平和に変えることを要求する」。
社民党の賛成により帝国議会は全党派満場一致で50億マルクの戦時公債案を承認した（急進左派のリープクネヒトもこの時には賛成票を投じている）。さらにこの際に各党派は政党間抗争および政府に対する反対運動を中止することを約束した（「城内平和」）。労働組合も先立つ8月2日に賃金闘争及びストライキを全面中止することを宣言した。
「城内平和」の成立で社民党と労働組合は政府の戦争遂行に積極的に協力した。社民党の戦争協力は政府から歓迎され、従来の社民党員に対する差別待遇は大きく改善された。軍部が社民党地方組織に加えていた排斥措置は撤回され、社民党員の経営する居酒屋に軍人が出入りすることが許されるようになった。軍内での社会主義的文書の配布も認められるようになった。機関紙『フォアヴェルツ』の駅売りも許可され、国有鉄道は社民党員を職員に採用するようになった。労働組合に対する全ての訴訟手続きは打ち切られるか延期され、「反社会民主主義全国同盟」も解散となった。プロイセンの大臣や警察高官が社民党事務所にあいさつ回りする光景も珍しくなくなった。こうした差別待遇の解消は、社民党内の愛国主義をさらに高揚させ、彼らを一層の戦争協力に向かわせた。
一方ロシアのボルシェヴィキ指導者ウラジーミル・レーニンはドイツ社民党の戦争支持を「裏切り」「変節」と呼んで批判している。しかしマルクスもエンゲルスも社民党党首ベーベルも「ロシア帝国のツァーリズムこそがヨーロッパ社会主義運動の最大の敵」と定義しており、ことにエンゲルスは1892年の論文の中で「もしフランス共和国がツァーリの支配するロシア帝国と組むのであれば遺憾ながらドイツ社会主義者はフランスと戦うしかないだろう」とまで言及していた。これらを考えればドイツ社会主義者の主流であるドイツ社民党が戦争を支持したことはさほど不思議なことではなかったともいえる。

##### 党の分裂

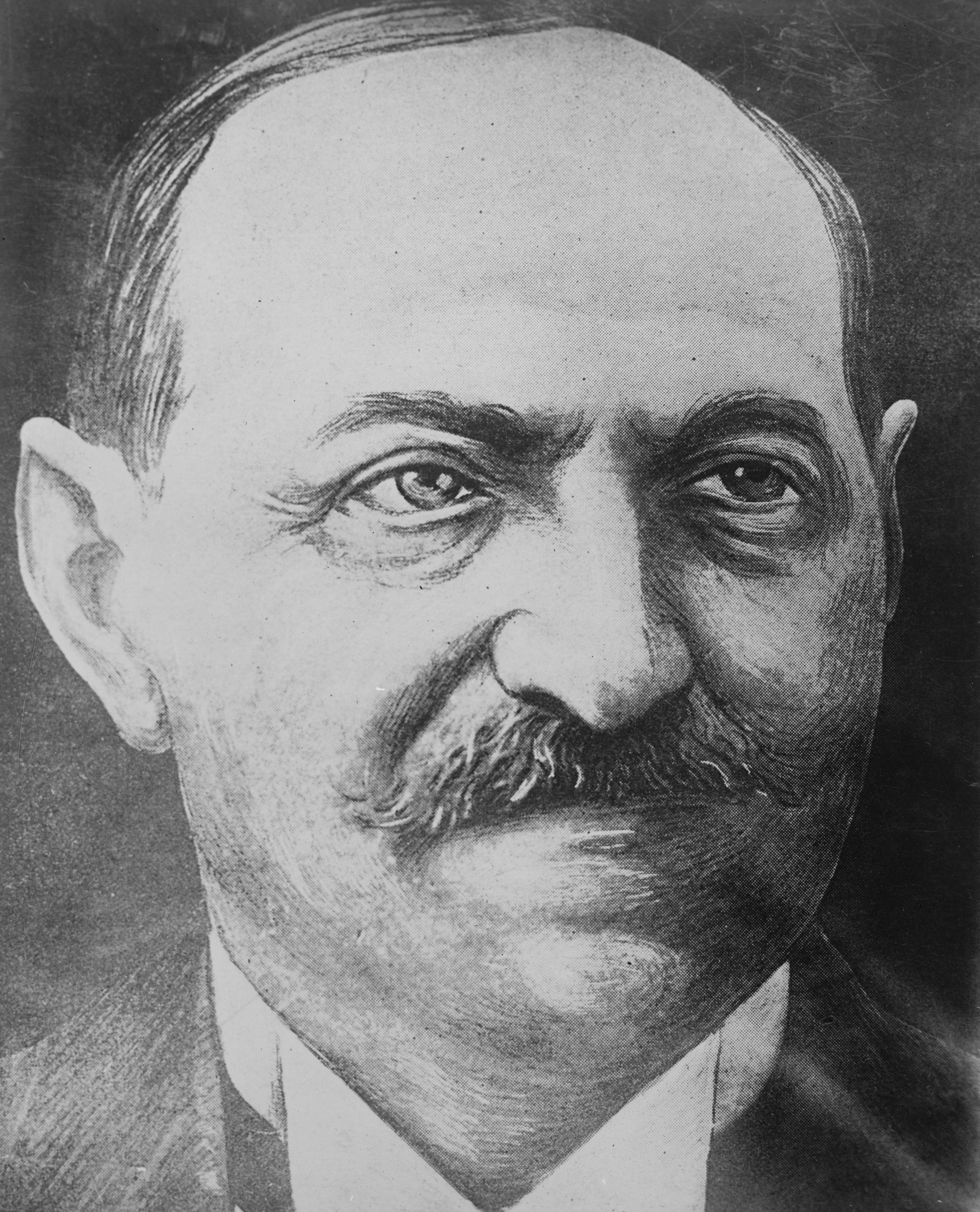
社民党主流派の「城内平和」路線に反発して独立社民党を結成したフーゴー・ハーゼ

党の戦争支持の方針に反対したのは当初カール・リープクネヒトやローザ・ルクセンブルクら急進左派だけであり（彼らはドイツ共産党の前身たる非合法反戦組織「スパルタクス団」を結成した）、修正主義派や中央派は党の方針に従っていた。しかし1915年に入った頃には短期決戦の見込みが破たんし、急進左派以外にも方針への不満が広がり始めた。社民党共同党首で中央派のフーゴー・ハーゼは「国民の連帯とは社会的・政治的要求の停止を意味しない」と主張して「城内平和」を批判し、党内反対派「ハーゼ・グループ」を形成するようになった。1915年春以降戦争目的論争が起きると修正主義派のベルンシュタイン、中央派のカウツキーら党の長老がこの「ハーゼ・グループ」に加勢するようになったため勢いを増した。
1914年12月の段階では帝国議会の戦時公債承認採決で賛成票を投じなかった社民党議員は、急進左派のリープクネヒトだけだったが、1915年3月の戦時公債を計上した予算案の決議の際にはハーゼら30名の社民党議員が党の方針に造反して議場から退席した。同年6月にはハーゼ、ベルンシュタイン、カウツキーが連名で「現下の急務」を発表して戦前の原則へ立ち返るべきことを要求し、同年12月21日の戦時公債承認の採決では、社民党議員団のうち20名の議員が反対票を投じ、22名の議員が退場するまでに反対派が拡大した。
これに対してエーベルト、シャイデマン、オットー・ヴェルスらが率いる社民党多数派は反対派への締め付けを強化し、1916年3月24日に臨時予算に反対したハーゼら造反議員18名を社民党議員団から除名した。以降ハーゼらは社民党議員団と別の議員団「社会民主協働団」を構成するようになった。多数派と反対派の対立は激しさを増していったが、反対派の言論は検閲や集会禁止によって妨げられたので、政府と近しい多数派は有利だった。反対派の手中にあった党機関紙『フォアヴェルツ』も当局の助けを借りて多数派が奪還している。
戦争の長期化で食料欠乏は深刻化し、1916年から1917年の冬は最初の「キャベツの冬」(キャベツで飢えを凌ぐ冬という意味)となった。さらに「祖国援助勤労奉仕に関する法律」が制定されたことで強制労働の負担が大きくなり、国民の不満は高まっていた。1917年2月にロシアで革命が発生したこともあって、ドイツでも革命気運が高まった。社民党内の反対派の勢いも高まり、1917年4月初めに潜水艦作戦と帝政崩壊後のロシアの将来に関する論争が引き起こされると、反対派はハーゼを党首とするドイツ独立社会民主党（USPD）を結成するに至った。独立社民党は「スパルタクス団」も取り込み、「帝国主義戦争」の原理的反対者による強力なブロックと化した。

##### 「平和決議」
戦争を支持した社民党多数派も1915年春以降の戦争目的論争においては保守・右翼政党と主張を異にした。保守・右翼政党は戦勝の結果を確保して占領地を併合することによって達成される「勝利の平和」が戦争目的であると主張したのに対して、社民党は領土併合に反対し、無併合無賠償で敵国民と講和する「和解の平和」が戦争目的であると主張した。
社民党は再び売国奴扱いされたが、戦況が泥沼化するとともに「勝利の平和」論は疑問視せざるを得なくなり、「和解の平和」論が有利になっていった。中央党（社民党に次ぐ第二党）のマティアス・エルツベルガーが「勝利の平和」から「和解の平和」に転じた。エルツベルガーの主導の下、1917年7月に社民党と中央党と進歩人民党（FVP）の三党は共同して強制的合併を伴わない和平案「平和決議」を帝国議会で採択させた。ただ当初目指された無賠償無併合の原則は国民自由党などブルジョワ政党の反発が根強かったために盛り込まれなかった。また宰相ゲオルク・ミヒャエリスが「私の解釈する」決議の趣旨に努力するという限定を付けたため、その影響力はほとんど無かった。

##### マクシミリアン内閣入閣
1918年3月から7月の西部戦線でのドイツ軍の大攻勢が失敗に終わり、7月から連合軍の反撃が行われ、ドイツ軍が後退を開始しはじめた。一挙に戦線が崩壊することはなかったが、8月上旬には参謀本部も今や戦局が絶望的であることを認識するに至り、パウル・フォン・ヒンデンブルク参謀総長とエーリヒ・ルーデンドルフ参謀次長は9月29日に突然政府に通牒を送ってアメリカ合衆国大統領ウッドロウ・ウィルソンの十四か条の平和原則を受け入れて休戦条約を結ぶ必要があるので議会に立脚した政府を作るよう要求した。
保守主義者の帝国宰相ゲオルク・フォン・ヘルトリングはそのようなことはとても応じられぬとして辞職したので、代わって1918年10月3日に自由主義者としてアメリカはじめ連合国から評価が高かったバーデン大公子マクシミリアンが帝国首相に任じられた。社民党と中央党と進歩人民党がマクシミリアンを支持して与党を構成した。マクシミリアン自体は政党人ではなかったが、閣僚はこの三党の者から構成されていたので、ドイツ史上最初の政党内閣だったと言える。
マクシミリアンや社民党はアメリカ大統領ウィルソンが主張した「ドイツ軍部や王朝的専制君主は交渉相手とは認めない」という交渉資格の要求をクリアーするために10月27日にヴィルヘルム2世を説得して憲法を改正させて、内閣は帝国議会に責任を負うという議院内閣制を確立した。

##### ドイツ革命

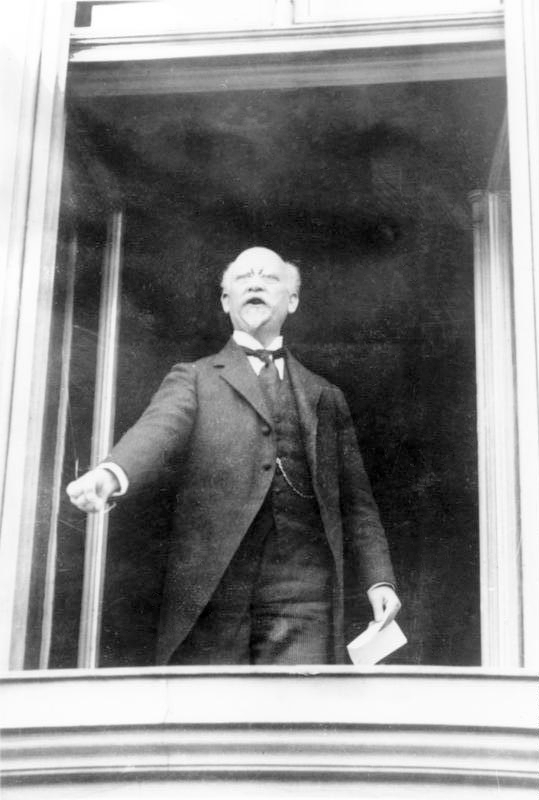
1918年11月9日、共和国宣言するフィリップ・シャイデマン

1918年11月3日から4日にかけて、無謀な作戦への動員を命じられたキール軍港の水兵たちが反乱をおこし、労働者がこれに加わって大勢力となり、キールは「労兵評議会（レーテ）」により実効支配され、更にキールでの革命成功を聞いたドイツの主要都市でも次々と蜂起があり、「労兵評議会」が各主要都市を掌握するに至った。
社民党はこうした「ドイツ革命」と呼ばれる反乱には参加せず、逆に何とか押しとどめようとした。社会改良主義である社民党は革命など決して望んでいなかった。前年にロシアで起きたロシア革命やその結果生まれたレーニンの独裁体制も自分たちが目指す社会主義とは異なるとして批判していた。社民党はヴィルヘルム2世の退位をマクシミリアンに要求したが、これも大衆の急進化が止めがたいと見て、革命を鎮静化させるための要求であり、ドイツ皇室廃止を求めたものではなく、ヴィルヘルム2世の代わりに別の皇族を即位させることで皇室を存続させようという考えからだった。
独立社民党も指導部は暴力革命や独裁体制を拒否していたのだが、同党内にはドイツ共産党の源流たる極左勢力が存在した。その一つ「革命的オプロイテ」は、ベルリンの金属労働組合の一つだったが、「社会改革は暴力革命以外には成し得ない」と唱えてロシア革命を絶賛し、1917年と1918年のベルリンのストライキを主導した。ドイツ革命が発生すると労兵評議会がすべての権力の源泉となるべきと主張して議会政治に反対した。もう一つはカール・リープクネヒトとローザ・ルクセンブルクが率いる「スパルタクス団」である。彼らは大戦中に積極的な反戦運動を展開して投獄されていたが、マクシミリアン内閣誕生とともに釈放され、激しい革命扇動活動を行うようになった。ルクセンブルクはロシア革命においてレーニンが取った手法には反民主的なものが含まれることを認め、これを批判していたものの、ロシア革命そのものは偉大な事業と評価し、革命的オプロイテと同じく議会政治を排して労兵評議会に権力を集中させることを唱道した。この2つの極左勢力は労兵評議会によるプロレタリア独裁を目指す点において同じだったが、革命の戦術を巡って対立があった。
社民党はマクシミリアンに対して11月9日までに皇帝の退位が実現できぬのであれば内閣から離脱すると通達した。マクシミリアンは11月9日昼に独断で皇帝ヴィルヘルム2世の退位を発表したうえで、首相職を社民党の党首フリードリヒ・エーベルトに譲った。ヴィルヘルム2世はオランダへ亡命していった。ドイツには社民党政権だけが残されることとなった。午後2時頃、カール・リープクネヒトが「社会主義共和国」の樹立を宣言するとの情報が社民党政権に伝わり、極左が今後の政局の主導権を握ることを阻止するために社民党のシャイデマンが機先を制して「ドイツ共和国」の樹立を宣言した。しかしエーベルトは皇帝が退位しても共和制にするかどうかは議会で決められるべきと考えていたので、シャイデマンに対し「キミは何の権限で共和国宣言などしたのか！」と叱責した。

### 革命後、ヴァイマル共和政確立まで

#### 人民代表評議会政府

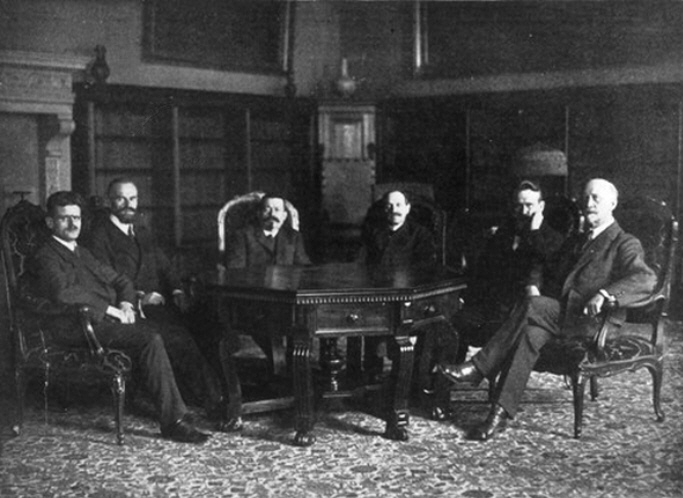
革命直後の仮政府人民代表評議会のメンバー。左からエミール・バルト(独立・オプロイテ)、オットー・ランツベルク(社民)、フリードリヒ・エーベルト(社民)、フーゴー・ハーゼ(独立)、ウィルヘルム・ディットマン(独立)、フィリップ・シャイデマン(社民)

1918年11月9日に首相となったエーベルトは、その日のうちに独立社民党にも政権参加を求めた。独立社民党は、社会主義共和国になること、全権を労兵評議会が握ること、「ブルジョワ分子」の政府からの追放を条件として要求したが、社民党は社会主義共和国になるかどうかは国民議会を招集してそこで決められるべきこと、労兵評議会による全権掌握は一階級の一部による独裁なので民主主義の原則に反していること、国民の食糧事情の救済が急務の今「ブルジョワ分子」の追放はできないことを回答した。しかし労兵評議会の委任に基づく両派同数の政府の樹立や国民議会招集は急がないことには同意したため、独立社民党も政権参加することになった。

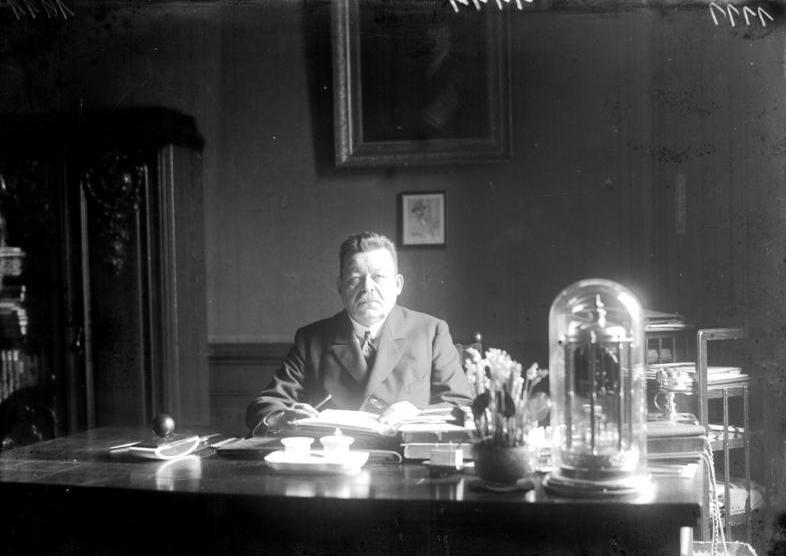
1919年から1925年までドイツ大統領だった社民党のフリードリヒ・エーベルト

革命的オプロイテやスパルタクス団はこの仮政府に反発し、別政府を作ろうと労兵評議会の扇動を開始したが、仮政府も労兵評議会の多数派工作を行い、11月9日夕刻から開かれたベルリンの労兵評議会でエーベルトが事態の困難さを強調して「内輪もめ」を辞めることを呼びかけた結果、リープクネヒトの反対工作もむなしく「人民代表評議会」は多数の代議員の支持を得て承認された。さらに同日のうちにエーベルトは軍（革命の中で国内の軍は解体されていたが、前線の軍は参謀本部の指揮下にいまだ存続していた）のヴィルヘルム・グレーナー参謀次長と連絡し、労兵評議会を押さえることを条件に軍の支持を取り付けた。
11月11日にはパリ北方コンピエーニュの森で連合国に対して休戦協定の調印をさせた。この協定によってドイツは巨額の賠償金を支払うことが予定された。11月12日に仮政府は戒厳状態の廃止、集会の自由、結社の自由、検閲の廃止、戦時中停止されていた労働者保護立法の復活、社会政策の拡充、近い将来の八時間労働制の確立、また近い将来に全ての公的団体の選挙権は20歳以上の男女すべてに平等に与えられるようにし、選挙制度も比例代表制にすることを宣言した。
12月16日から5日間にわたって労兵評議会全国大会がベルリンで開催されたが、社民党がその中央委員会を独占することに成功したため、大会は国民議会の選挙日を1919年1月19日と定めるとともに国民議会招集後には労兵評議会中央委員会の権限を国民議会に引き渡すことを決議した。労兵評議会を国の基礎にしようとする思想は労兵評議会自身によって否定されたわけである。しかし革命的オプロイテとスパルタクス団は依然としてプロレタリア独裁を志向して労兵評議会こそが全ての権力の源泉となるべきであり、議会などいらないと考えていた。彼らは社民党の議会開催への努力を妨害することに明け暮れたので社民党政権と極左勢力の間で不穏な空気が漂った。
12月24日に極左の人民海兵団が起こした反乱の鎮圧をめぐって社民党が発砲を許可したことに独立社民党が反発して社民党政権から離脱した。これをきっかけに極左勢力の社民党攻撃は一層激しくなった。独立社民党はプロイセン州の社民党政権からも離脱したが、このときに辞任を拒否した独立社民党のベルリン警視総監エミール・アイヒホルンを1919年1月4日に社民党が罷免したことで極左勢力は怒りを爆発させて社民党政権糾弾のデモを組織した。20万人を超える大規模デモとなり、これに乗じてドイツ共産党（スパルタクス団は1918年12月30日に「ドイツ共産党・スパルタクス団」に改名していた）の指導者カール・リープクネヒトらが社民党政権転覆を狙って「スパルタクス団蜂起（一月蜂起）」を起こした。武装した共産党員たちがあちこちの公共の建物を占拠し、社民党機関紙『フォアヴェルツ』の編集局も占拠された。これに対して社民党政権は、グスタフ・ノスケに最高指揮権を与えて反徒掃討のための義勇軍（フライコール）を編成した。1月8日から義勇軍が出動し、建物を占拠している反徒への攻撃を開始した。義勇軍は情け容赦なく共産党員たちを掃討し、敵対する者も逃走する者も無抵抗な者も関係なく次々と撃ち殺されていった。リープクネヒトもルクセンブルクもこの際に軍によって虐殺されている。
このスパルタクス団蜂起以降、社民党政権は極左から身を守る必要性を痛感し、軍とますます接近した。軍は帰還兵たちに義勇軍を次々と創設させて反革命軍事行動を行わせた。社民党政権も極左を潰す必要性からその活動を黙認した。ますます反革命化する社民党と他の社会主義政党の溝は深まった。独立社民党も社民党との対決姿勢を強め、共産党と同類の極左になっていった。

#### 国民議会召集

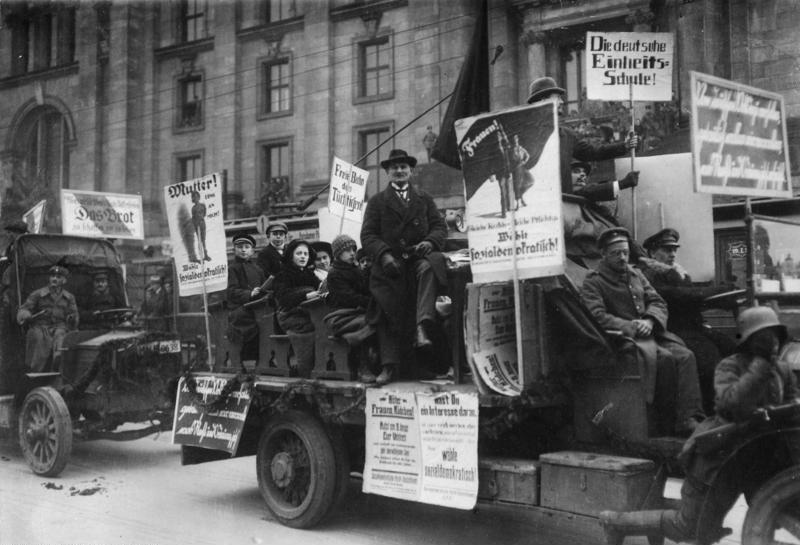
1919年1月、国民議会選挙の選挙活動をする社民党員たち

1919年1月19日の国民議会（Nationalversammlung。この時のみの議会名称。ヴァイマル憲法制定後には議会名はReichstag（国会）に戻る）選挙が行われた。選挙戦中、共産党が議会政治反対の立場からボイコット運動を展開していたが、大多数の国民は相手にせず、投票率は82%以上を記録した。社民党は37.9%の得票を得て163議席取った。目指していた単独過半数には届かなかったが、議会の第一党だった。他に中央党が19.7%の得票を得て91議席、民主党が18.5%の得票を得て75議席を獲得した。極左の独立社民党は7.6%の得票で22議席しか取れなかった。
スパルタクス団蜂起の影響で国民議会はベルリンではなく、2月6日にヴァイマルにおいて招集された。国民議会ではまず社民党党首エーベルトが大統領に指名された。これには社民党以外の政党も多くが支持票を投じている。さらに社民党と中央党と民主党の三党連立（以降この三党はヴァイマル共和政下で連立を組む事が多くなり「ヴァイマル連合」と呼ばれることとなった）の下、社民党のシャイデマンが首相に就任した。
社民党政権は憲法の制定に取り掛かり、委員会で議論を重ねた末に1919年7月末に国民議会の本会議で世界で最も民主的と言われるヴァイマル憲法を可決させた。さらに社民党政権は連合国から突きつけられていたドイツに激しい迫害を加える内容のヴェルサイユ条約を締結するしかないと判断し、中央党とともに6月22日の議会でこの条約の承認決議を行った。この際にシャイデマン首相はヴェルサイユ条約に反対したため、首相を辞職した。また民主党も反対して連立から離脱している（この年の秋には復帰する）。
また社民党の見解では、この国民議会の招集をもって労兵評議会の存続の正統性はなくなったということであるから、これ以降ノスケ国防相は兵士評議会の排除に乗り出した。左翼の根城になっている一部の場所を除いて兵士評議会は解体され、かつての軍隊の命令系統が復活した。

### ヴァイマル共和政時代

#### 社民党政権（1919年-1920年）
社民党が可決させたこのヴァイマル憲法とヴェルサイユ条約によってヴァイマル共和政の基本体制は築かれた。しかし保守・右翼及び共産党以下極左はヴァイマル共和政など認めなかった。

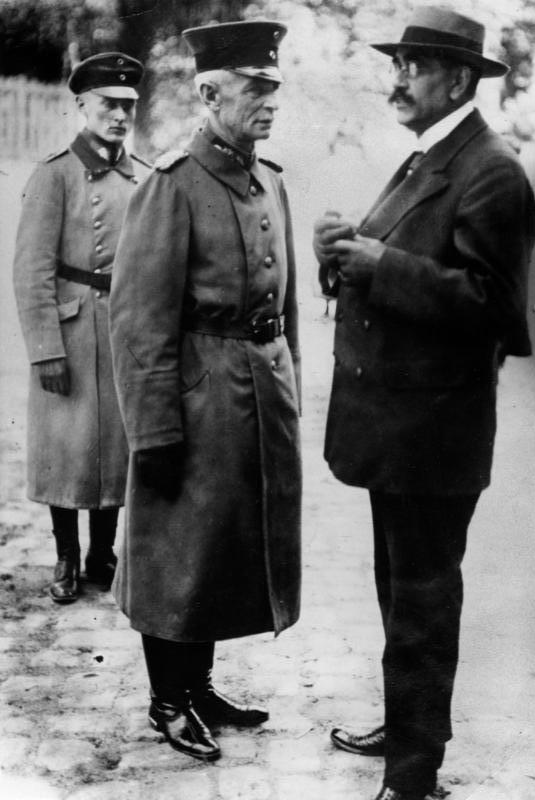
「人殺しノスケ」と呼ばれた社民党政権国防相グスタフ・ノスケ(右)。ベルリン防衛軍司令官ヴァルター・フォン・リュトヴィッツ将軍(左)とともに(1920年)

1919年4月にはバイエルンで共産党が革命を起こし、同地の社民党政権を追放してバイエルン・レーテ共和国を勝手に樹立した（ソビエト連邦のウラジーミル・レーニンの「世界革命」に向けての工作でもあった）。事態を危険視した社民党政権のノスケ国防相は軍や義勇軍の動員を決定。ミュンヘンへ攻め上らせてレーテ共和国を叩きつぶした。出動した軍や義勇軍は手当たり次第に共産党員を殺戮したため、他の社会主義政党からの社民党の評判はますます悪くなった。特に国防相ノスケは「人殺しノスケ」と呼ばれた。
一方、軍や義勇軍ももともと反民主的な右翼が多いので自分達に頼りっきりの社民党政権をなめるようになった。それが事件となって表れたのが1920年3月にヴォルフガング・カップやヴァルター・フォン・リュトヴィッツ将軍の指揮の下に義勇軍によって起こされたカップ一揆であった。社民党のノスケはこれも軍を動員してつぶそうとしたが、義勇軍を同志と見る軍の軍務局長ハンス・フォン・ゼークト将軍は「国防軍同士で争うことはできない」と鎮圧を拒否した。焦った社民党政権はベルリンを捨てて逃亡した。その後、社民党政権は労働組合にゼネストを呼びかけてベルリンを占拠した反乱軍の政治を機能不全に陥らせて崩壊させ、ベルリンに戻ることができたが、責任を取ってノスケが辞職することとなった。後任の国防相は民主党のオットー・ゲスラーが就任した。ゲスラーは以降8年間国防相の地位にあった。社民のノスケは軍を完全に政府の支配下に置くことを目指していたが、社民よりは保守的な民主のゲスラーは必ずしもそれを目指さなかったので軍がヴァイマル共和政の中で半ば独立した大勢力になってしまうことを阻止できなかった。
社民党政権と極左との対立も続いた。カップ一揆の際の労働者のゼネストには共産党も参加していたが、カップ一揆の鎮圧後に社民党がゼネストの解除を求めても共産党は応じなかった。共産党はゼネストから革命を狙って動いたのでザクセンからテューリンゲンに至る中部地域でまたしても「レーテ共和国」が樹立されてしまった。社民党政権はふたたび軍を動員してこれを潰した。この時数百人の人々が略式処刑され、バイエルンと同じく共産党の赤色テロとその復讐の軍の白色テロが吹き荒れることとなった。バイエルンもそうであるが、軍が鎮圧した地域は事実上の軍政下に置かれてしまい、社民党政権の統制下から離れてしまうという悪循環もあった。
国民は社民党とヴァイマル共和政に嫌気がさし、極左志向になるか帝政懐古する者が増えた。1920年6月6日の国会選挙はそれが端的に示された。この選挙ではヴァイマル共和派が軒並み惨敗した。社民党は第一党は維持したものの102議席に減らした。社民党と連立を組む民主党も75議席から39議席に落とし、中央党も91議席から64議席に落とした。一方、極左陣営（プロレタリア独裁志向）の独立社民党は84議席獲得して第二党に躍進、初めて選挙に出た共産党も4議席を獲得した。保守・右翼陣営（帝政復古志向陣営）も躍進し、ドイツ国家人民党が71議席を獲得して第三党、ドイツ人民党が65議席を獲得して第四党の地位を確立した。社民党のヘルマン・ミュラー内閣は総辞職せざるを得なくなった。革命以来一貫して政権の中枢にあった社民党が、はじめて政権から降りることとなった。

#### 中央党を中心とした政権（1920年-1927年）
ミュラー内閣崩壊後、社民党の黙認のもと、コンスタンティン・フェーレンバッハを首相とする中央党と民主党と人民党の三党連立の少数派政権へ移行した。これ以降左右両派と連立が可能な中央党を中心とした連立政権の時代が始まる。
1921年5月にフェーレンバッハ内閣は連合国との賠償総額確定交渉において1320億マルクという巨額の賠償金と拒否するならばルール地方を占領するという最後通牒を受けた。同内閣は国民や国会多数派の支持を受けられる原則的立場に固執したため、非現実的な方針をとって追い詰められて退陣を余儀なくされた。この際に重工業界からの反対で人民党が政権から下野したため、後続の中央党左派ヨーゼフ・ヴィルト内閣はヴァイマル連合での組閣を試み、社民党が政権参加することになった。もっともヴァイマル連合の主役はすでに中央党に移っていた。
1921年9月のゲルリッツ党大会で30年ぶりにエルフルト綱領の改正を行い、ゲルリッツ綱領を制定した。エルフルト綱領との違いとしては、第一次世界大戦とヴェルサイユ条約を新事実として受け入れ、ドイツ革命の成果を左右両派の攻撃から擁護すること、特に自由主義の擁護を社会主義の擁護と同列に置いていること、肉体的労働者だけでなく、精神的労働者（公務員、使用人、芸術家、文筆家、教師など）も党に結合させようとしていること、エルフルト綱領に見られた「小経営の必然的没落」という言葉は事実に反するため削除されたこと、エルフルト綱領が社会主義社会を資本主義社会に対する自然的必然的な発展段階と位置付けていたのに対し、ゲルリッツ綱領では社会革新をもたらすための民衆の意思の必要性を強調していることなどがあげられる。また「自由な人民国家（freier Volksstaat）」というラッサール主義を思わせる表現が取り入れられ、「革命（Revolution）」という表現も「克服する（Überwinden）」、「改新（Erneuerung）」、「改造（Unform）」といった表現に変えられた。つまりエルフルト綱領よりも修正主義的、自由主義的な綱領になっていた。
1920年7月、ソビエト連邦のコミンテルン加入問題をめぐって独立社民党が割れ、コミンテルン加入に賛成する独立社民党内の極左派は共産党へ移ったため、独立社民党の極左傾向は大幅に減少し、社民党と独立社民党の主張がほぼ一致するようになり、1922年9月24日にニュルンベルクで開いた合同大会で独立社民党は社民党の下に合流した。この際に党名を「ドイツ合同社会民主党（Vereinigte Sozialdemokratische Partei Deutschlands, 略称VSPD）」に改名した（1924年6月11日から14日に開かれたベルリン大会で「ドイツ社会民主党」の党名に戻った）。独立社民党員が戻ってきたことにより社民党は左にウィングを伸ばし、連立与党として安定性を欠く存在になった。1922年11月にエーベルト大統領が人民党がグスタフ・シュトレーゼマンの下に帝政色を薄めてきたと判断して連立に加えようとした際にも社民党が反対し、そのためにヴィルト内閣が瓦解している。
次のヴィルヘルム・クーノ内閣では社民党は与党からはずされ、代わって人民党が入閣したため政権の右派色が強まったが、1923年初頭にはフランスとベルギーによるルール地方占領（ドイツがヴェルサイユ条約に不履行があったと理由をつけて占領した）があり、国内の反仏挙国一致ムードが高まった。クーノ内閣はルール地方住民に「消極的抵抗」を呼びかけたが、ルール地方を失ったことで石炭を英国はじめ外国に頼らざるを得ず、それによって外貨を大きく消費したうえ、ルール地方支援によって膨大な支出を迫られた。それは財政的裏付けのない通貨の無制限発行で対応するしかなく、ハイパー・インフレが急速に進行した。しかしクーノ内閣は交渉はあくまで撤退後という立場を崩さなかったので打開のめどが立たなかった。8月には挙国一致ムードも萎れ、社民党がクーノ内閣に不信任を通告するに及んでクーノ内閣は辞職することになった。
その後継として人民党のシュトレーゼマンの内閣が発足したが、危機的状態から大連立の必要性を痛感した社民党も参加。社民党（独立社民党からの帰還組）のルドルフ・ヒルファーディングが大蔵大臣となる。ヒルファーディングは新マルクの発行を主張したが、断交に踏み切れずに10月6日に更迭された。しかしこの考えは通貨全権委員ヒャルマル・シャハトのレンテンマルクによって実現され、インフレは奇跡的に収束した。
1923年10月10日、社民党左派のエーリヒ・ツァイグナーが首相を務めるザクセン州政府に共産党員が閣僚として参加し、共産革命の準備のため赤色軍事組織が創設されるとともにソ連から将校が百人ほど送り込まれた。この革命準備はテューリンゲン州でも行われた。これに対してシュトレーゼマンの中央政府は軍を出動させてザクセンとテューリンゲンを占領し、共産党参加政府を解体した。社民党はシュトレーゼマン内閣の一員だし、社民党本部はツァイクナーが共産党員を入閣させたことには反対の立場だった。しかし「レーテ共和国」とは違い、一応合法的な社民党の政府がいきなり軍の討伐を受けて滅ぼされるというのは同じ党に属する者として忍びがたいことであった。社民党は右派のグスタフ・フォン・カール率いるバイエルン州政府はザクセン州以上の反逆的行為を行っているとしてバイエルン州政府にも同じ処置を取ることをシュトレーゼマンに求めたが、拒否されたために連立から離脱した。以降社民党は1928年6月まで野党となった。社民党の離脱で議会の基盤を失ったシュトレーゼマン内閣は11月末には倒れ、ブルジョワ少数内閣のヴィルヘルム・マルクス内閣に代わった。
なおヒトラー内閣の授権法に反対した事で知られる社民党だが、1923年10月13日にシュトレーゼマン内閣の独裁権を認める「授権法」や同年12月8日にマルクスに独裁権を認める「授権法」には賛成して可決させている。1924年2月22日には社民党をはじめとするヴァイマル連合は、鉄兜団や国民社会主義ドイツ労働者党（NSDAP、ナチ党）の突撃隊、共産党の赤色戦線戦士同盟などヴァイマル共和政打倒を目指す準軍事組織に対抗するため、共和政を守る準軍事組織として国旗団を創設した。
経営側の攻勢に対して革命以来の既得権を失っていた社民党は労働者層から失望され、1924年5月4日の国会選挙では現有172議席を100議席に減らす大敗を喫した。一方国家人民党は96議席に躍進し、選挙後に合流した農村リスト（Landliste）の10議席と合わせると社民党の議席を超えた。だがマルクス内閣はシュトレーゼマン外交の転換を唱える国家人民党との組閣交渉に失敗したので再度の解散総選挙に踏み切った。12月7日に選挙があり、社民党は131議席を掌握して第一党の地位を奪い返したが、議会勢力図に大きな変動はなかった。そのため選挙後の組閣交渉も難航。社民党についてはブルジョワ政党の間では政権参加を拒否する声もあれば、政権参加させることで政府責任を回避しようという声もあった。しかし結局1925年1月中旬に国家人民党が政権参加した右派から中道のブルジョワ政党政権ハンス・ルター内閣が発足した。

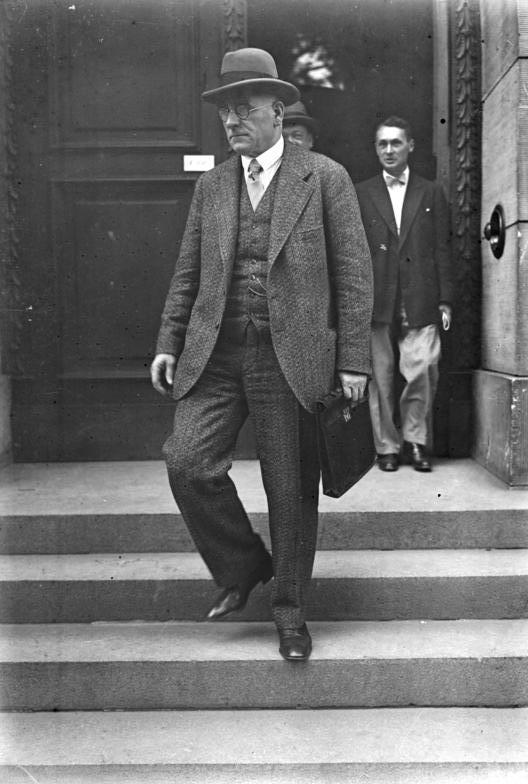
社民党のプロイセン州首相オットー・ブラウン

1925年2月28日にエーベルト大統領が死去。3月29日に行われた第一次大統領選挙では社民党からはプロイセン州首相オットー・ブラウンが出馬したが、第一次選挙は過半数を取った候補がなかったので当選者無しとなり、4月26日に第二次選挙が行われることになった。第二次選挙では社民党はブラウンを取り下げて「ヴァイマル連合」の仲間として中央党のマルクスを押した。第一次選挙ではブラウンの方がマルクスより票を取っていたが、ブラウンはプロイセン以外では馴染みが薄かったのでマルクスの方が当選の可能性が高いという判断からだった。しかし結局、保守・右翼が擁立した帝政復古主義者パウル・フォン・ヒンデンブルク元帥に僅差で敗れた。この大統領選挙には共産党議長エルンスト・テールマンが当選の見込みもないのに泡沫候補として出馬していた。ヒンデンブルクとマルクスは僅差であったことからテールマンのせいでリベラル・左翼票が割れてマルクスが敗れた面があり、マルクス陣営は「共産党がヒンデンブルクを助けた」と非難した。またカトリックの立場から中央党候補を支持すると思われていたバイエルン人民党が社民党を嫌ってヒンデンブルク支持に回ったことも誤算だった。
1925年9月のハイデルベルク党大会でハイデルベルク綱領が制定された。党内左派が影響力を強めていたため、この綱領はゲルリッツ綱領と比べると左傾化しており、エルフルト綱領に回帰した感があった。ゲルリッツ綱領で盛り込まれた「自由な人民国家」という表現は削除され、逆にゲルリッツ綱領で削除されていた「小経営の必然的没落」の件について「大経営の強化に伴って、小経営の社会的意義が減少した」と説くことで修正主義的見地を否定した。また資本主義独占形態として金融資本を初めて指摘。資本主義の現段階は金融資本の時代に入ったとし、階級闘争とともに国際競争が激化し、戦争の脅威が存在することを解く。そして人類を戦争の破滅から防衛する意思を掲げ、民主的共和国を維持・完成させることこそが労働者階級の解放に必要であると強調している。
1925年10月には国家人民党がロカルノ条約に反対して政権離脱したため、ルター内閣は弱体化して12月に総辞職したが、1926年1月には国家人民党を欠いたまま再組閣した。一方この頃国会では王侯財産没収が問題となっていた。これは1925年に旧王侯が戦後没収された財産の返還を要求して保守的な司法がそれを認めたことに労働者層が強く反発していた問題である。当時「統一戦線戦術」をとっていた共産党は社民党に王侯財産無償没収を求める国民請願の共闘を提案した。社民党支持層の間にも王侯の要求は不当なものと見えたので、社民党執行部はそれぞれ独自に活動するという条件で共産党の提案に同意せざるを得なかった。1926年3月に行われた国民請願は1200万以上の賛成を得て国会に提出されたものの拒否されて国民投票に付されることになったが、賛成票1560万票にとどまり、過半数に達しなかったので失敗に終わった。この件は社民党のジレンマを示すものとなった。
1926年5月に公布された帝政時代の黒白赤の国旗の掲揚を商船や在外公館に命じた大統領国旗令について社民党は「復古主義」として強く反発。この責任を取ってルター内閣は辞職し、首相のみが交代した第三次マルクス内閣が発足した。1926年12月には社民党のシャイデマンが国会で独ソ秘密軍事協定の一部を暴露し、軍備制限違反としてマルクス内閣を追及した。これによりマルクス内閣は総辞職に追い込まれた。しかしこの一件は社民党が再軍備の邪魔になるという認識を大統領側近クルト・フォン・シュライヒャーに持たせるきっかけとなった。1927年2月には国家人民党が政権参加する形で第四次マルクス内閣が発足したが、学校法を巡って内部分裂し、1928年3月末に国会解散となった。

#### ミュラー内閣（1928年-1930年）

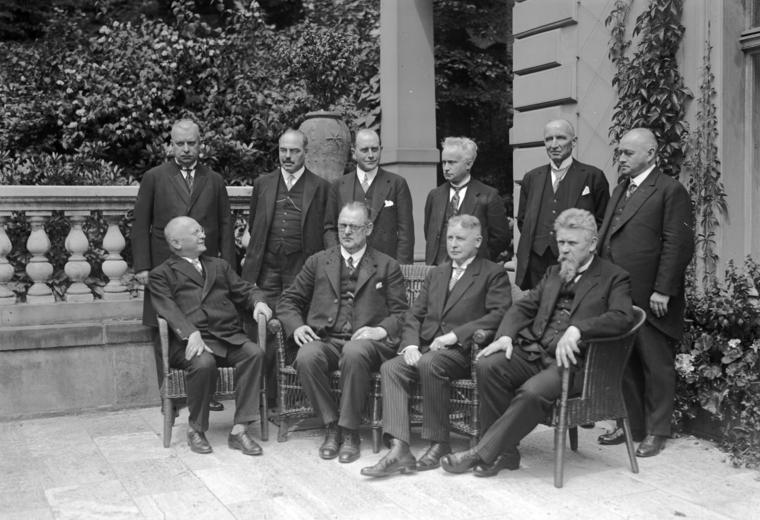
社民党政権の第二次ヘルマン・ミュラー内閣

1928年5月の国会選挙は社民党が大幅に躍進した。当時好景気になっていたため、ヴァイマル共和政とそれを作った社民党に支持が集まっていたのであった。これを背景に6月12日に社民党党首ヘルマン・ミュラーを首相とする内閣が発足した。社民・中央・民主の「ヴァイマル連合」に加えて人民党とバイエルン人民党も連立に参加した。
ただしこの五党は政策協定を結んでいたわけではなく、他党から参加した閣僚は「個人の資格」あるいは「連絡員」として入閣していた。また社民党内にも「ブルジョワ政党」との連携に反発する声があり、ミュラー首相には常に党内から「党の利益より内閣の利益を優先するようなブルジョワ政策を取るな」という圧力がかかった。そのためミュラーとしてはあくまで「個人内閣」として組閣するしかなかった。外相シュトレーゼマン、国防相グレーナーが留任したほか、蔵相ヒルファーディング、内相カール・ゼーフェリンクなどが入閣し、人材に優れた内閣となった。
ミュラー内閣で最初に問題となったのは前内閣からの持ち越し案件である「装甲巡洋艦A」(艦砲や航行距離は戦艦レベルだったが、ヴェルサイユ条約の建前からこの名前にしていた。ポケット戦艦とも呼ばれた)の建造時期の問題だった。直ちに建造を開始しなければならないという国防相グレーナーの説明を閣僚たちは社民党員も含めて全員が承諾したが、社民党は先の国会総選挙で「装甲巡洋艦より児童給食を!」をスローガンにしたために党内からは異論が続出した。社民党は「装甲巡洋艦A」の建造中止とその予算を児童給食へ回す動議を提出し、ミュラー首相はじめ閣僚党員にも党議拘束を課した。そのためミュラーは首相として「装甲巡洋艦A」建造計画を閣議決定しつつ、議員としてそれに反対する動議に賛成票を投じることになった。この反対動議は社民党と共産党以外の賛成を得られず否決されたものの、自党の首相にこのような茶番劇を演じさせたことは社民党の威信を著しく低下させた。
社民党内では党内左派が指導部に連立政策の破棄を迫るようになり、1929年5月のマグデブルク党大会では党所属議員クルト・ローゼンフェルトが「党の利益を守るため、プロレタリアの利益を守るため、共和国政府と手を切ろう」と煽った。連立離脱の決議はされなかったものの、党指導部もかつてほど連立政策に意欲を持たなくなっていった。
党外からの攻撃も激しくなっていた。1929年2月に新しい賠償方法ヤング案が決議されると国家人民党やナチ党など保守・右派勢力による反政府運動が激化した。1929年5月の「血のメーデー事件」で共産党も社民党政権への嫌悪感を強め「社会ファシズム論」に基づく社民党攻撃を強化した。シュレースヴィヒ＝ホルシュタインでは中小農民層による反税闘争・反国家運動が高まり、テロも含めたかつてないほど激しい抗議活動が展開されるようになった。
四面楚歌となったミュラー内閣に1929年10月24日のニューヨーク・ウォール街の暴落に端を発する世界恐慌が襲いかかった。アメリカからの流入資本に頼っていたドイツ経済は、アメリカ外資が途絶えたことで大打撃をこうむったうえ、失業者増大で失業保険の赤字補填額が大幅に増え、ドイツ財政が危機的状況に陥った。政府内では失業保険の掛け金を増額すべきか、増税すべきかをめぐって、労使を代表する社民党と人民党が激しく対立。社民党と労働総同盟が掛け金増額を断固拒否する中、ミュラー内閣は調整不可能となり、1930年3月27日をもって総辞職した。
この間にヒンデンブルク大統領は側近クルト・フォン・シュライヒャー将軍の進言の影響で「反議会主義、反社会主義」政府へ転換させる意向を持つようになっており、ミュラー辞職後には議会に基づかずにヒンデンブルクが独断で首相を選び、大統領緊急令をもって政治を行う「大統領内閣」へ移行した。そのためミュラー内閣の終焉を以ってヴァイマル共和政の議会制民主主義は機能不全に陥ったと評価されている。

#### 大統領内閣（1930年-1933年）

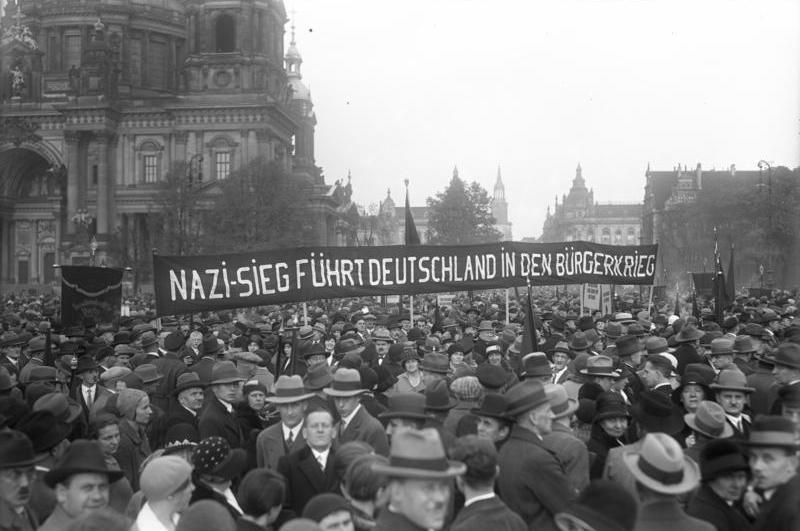
1930年、ナチ党に反対する社民党のデモ

ヒンデンブルクは、大統領内閣の基本原則の一つとして社民党を政権に入れないことを決めた。最初の大統領内閣首相ハインリヒ・ブリューニングは中央党出身だが、彼を支持する与党は国会491議席のうち148人だけだった。ヒンデンブルクが社民党を入れることを禁じている以上、大統領緊急令に頼る政治しかなかったが、それを危惧するブリューニングは、重要な個別問題では社民党の協力が得られるようプロイセン州首相ブラウンを通じて社民党に根回しをし、社民党と一定の関係を保った。しかしやがてその関係も壊れ、1930年7月16日に社民党はブリューニング内閣の財政法案に反対に回って法案が否決された。この際にブリューニングは初めて大統領緊急令を発令して法案を無理やり通過させた。
7月18日には国会が解散され、選挙戦へ突入した。不景気を背景に国民は再びヴァイマル共和政を否定するようになり、ナチ党や共産党のような反ヴァイマル共和政政党がますます躍進した。1930年9月14日の国会選挙で社民党は前回選挙に比べて58万票も失い、10議席減の143議席になった（第一党は確保）。一方ナチ党は107議席を獲得して第二党に躍進し、共産党も77議席を獲得して第三党に着けた。それ以外のブルジョワ諸政党は軒並み没落した。この選挙後、社民党はブリューニング内閣に対して政権参加はしないが、一定の協力をする「寛容路線」をとった。もし社民党がブリューニング内閣を完全拒絶するならブリューニング内閣がナチ党との連携を模索するのは必然だったためである。
1932年3月の大統領選挙では社民党をはじめとする「ヴァイマル連合」はヒトラーの大統領就任を阻止するために独自候補を立てず、帝政復古主義者である現職大統領ヒンデンブルクの支持に回った。しかしヒンデンブルク当人は社民党の支持を受けたことに不快感を持っていたという。
1932年5月にはナチ党と密約を結んだ大統領側近クルト・フォン・シュライヒャー中将がブリューニングを失脚させ、フランツ・フォン・パーペンを新たな大統領内閣首相に擁立したため、政権の保守色が強まった。社民党はこの政権への協力は一切拒否した。パーペンは7月20日にも軍を出動させてプロイセン・クーデターを起こし、プロイセン州のブラウン社民党政府を解体している。パーペンが非民主的なやり方でプロイセン州の政権を強奪したと判断した社民党の準軍事組織国旗団は武装蜂起の準備を開始したが、社民党系の労働組合であるドイツ労働組合総同盟（ADGB）が武装蜂起に反対したため断念している。7月31日には国会選挙があったが、社民党が21.6%の得票で133議席にとどまったのに対し、ナチ党は37.4%の得票を得て230議席を獲得した。ついにナチ党に第一党の座を明け渡すこととなった。
1932年12月にパーペン内閣が崩壊し、新たな大統領内閣としてシュライヒャー内閣が成立した。シュライヒャーは首相就任に先立ち労働組合総同盟と接触して社民党の取り込み工作を図っていたものの、社民党はシュライヒャー内閣への協力を拒否している。シュライヒャーはナチ党の分裂工作も仕掛けたが、そちらも失敗に終わり、ヒトラーとパーペンの連携によってあっという間に倒閣された。

### ナチ党政権下

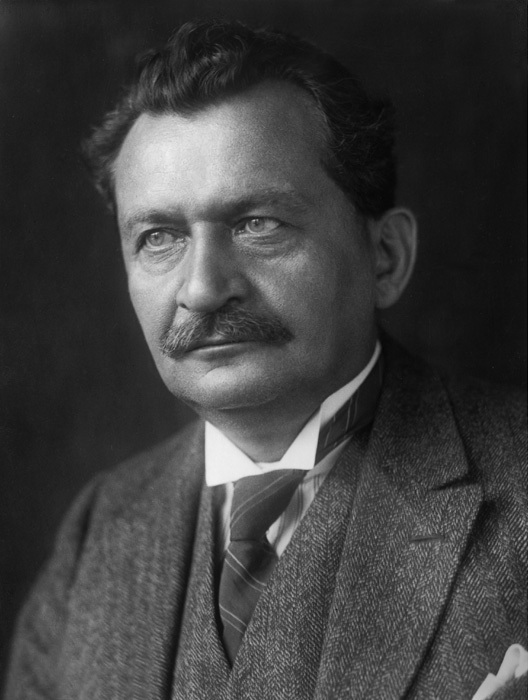
社民党党首オットー・ヴェルス

国会で第一党を占める国民社会主義ドイツ労働者党の党首アドルフ・ヒトラーが1933年1月30日にヒンデンブルク大統領より首相に任命され、ナチ党政権が誕生した。ナチ党政権は、共産党集会・機関紙を禁止とし、社民党集会・機関紙も中止・発行停止に追い込む弾圧を加えた。さらに、総選挙の投票を控えた1933年2月27日夜に発生したドイツ国会議事堂放火事件を利用して共産党への大弾圧を加え、社民党への選挙妨害も激しさを増した。追い詰められた共産党はこれまで「社会ファシズム」と批判してきた社民党との統一戦線を提案したが、社民党はこれを拒絶した。3月5日の選挙の結果、ナチ党は288議席（+92）、社民党は120議席（-1）、共産党は81議席（-19）を得た。ナチ党は連立与党の国家人民党と足して過半数を得た。直後の3月9日には共産党議員の議員資格が議席ごと抹消され、議席総数が566に減少したため、ナチ党が単独過半数を獲得した。
3月23日にヒトラーが国会に提出した全権委任法に社民党は反対した。反対演説の際に社民党党首オットー・ヴェルスは「政府は社会民主主義者を無防備にすることはできるかもしれないが、不名誉な立場に貶めることはできない」「今日の歴史的な時にあたって、我々社会民主主義者はヒューマニズムと正義、自由、社会主義の理念を信奉していることを高らかに表明する。いかなる全権委任法といえども、永遠にして不滅の理念を破壊するような権限を諸君らに与えはしないだろう」と演説した。ヒトラーはこのヴェルスの演説に怒り「諸君らはもう用済みだ。(略)ドイツの星はいままさに昇りつつあるが、諸君の星はすでに没した。諸君の時代はもう終わったんだ。」と述べたという。結局、全権委任法に反対票を投じた政党は社民党だけであり、賛成441、反対94で全権委任法は可決された。

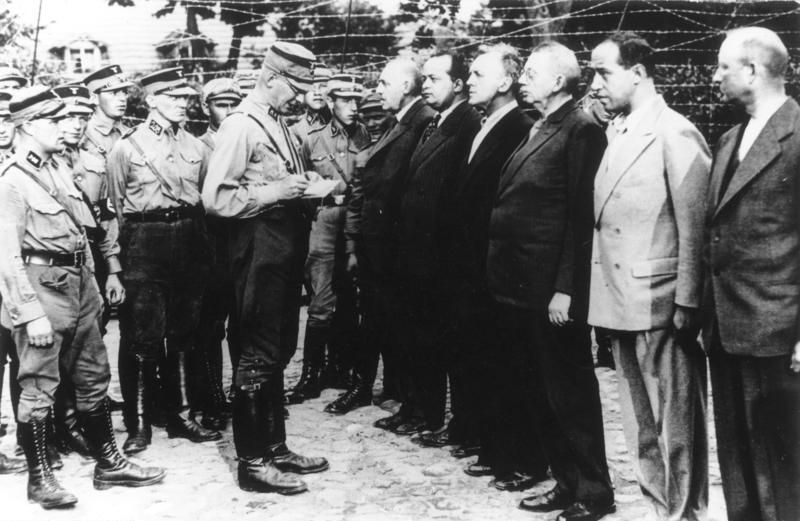
1933年8月、オラニエンブルク強制収容所に収容された社民党の国会議員ら

一方で社民党は存続のためにナチ党政権の怒りを買わぬよう、融和的な態度も示した。ヴェルスは労働社会主義インターナショナル加盟友党によるヒトラー批判を「中傷宣伝」であるとして、これを止めるよう働きかけたが、止めないため、3月30日をもって社民党は労働社会主義インターナショナルから脱退した。各州議会・市議会の社民党議員団も「ドイツ＝社会主義グループ」なる勢力を作りはじめてナチ党への恭順を強めていった。3月末には労働組合総同盟が社民党を見捨て、ヒトラーが5月1日（メーデー）に行った第一回国民労働祭も「勝利の日」として祝った。
しかしナチ党は社民党を見逃すつもりはなかった。5月2日には社民党を支持する労働組合が突撃隊や親衛隊により次々と襲撃され、その幹部達が逮捕された。労働組合の資金は没収されて唯一合法な労働組合とされたロベルト・ライが率いる「ドイツ労働戦線」の資産となった。5月10日には社民党の全資産も没収された。6月に入るとヴェルス以下社民党幹部は続々とドイツから亡命していった。そして6月22日には社民党は全ての活動を禁止されて消滅することとなった。しかしこの党崩壊の直前にあっても社民党はナチ党政権への忠誠を示そうとヒトラーの外交政策に賛成する投票を行っている。ある党幹部はこの最期の瞬間の社民党の姿について「もはや社会を動かす力はなく、バラバラに解体された死骸にすぎなかった。社会主義の理念はとうに崩壊し、ナチに降伏していたのである」と評した。
社民党崩壊後、国内に残っていた社民党の政治家は次々と強制収容所へ送られていった。ヴェルスら亡命した党員はチェコスロバキアで「ドイツ社会民主党指導部（SoPaDe、ソパーデ）」と呼ばれる組織を結成し、政治活動を続けた。1934年にはプラハ宣言（de:Prager Manifest）を発してナチスに対する対抗姿勢を明らかにした。チェコスロバキア併合後はパリに移り、1939年にヴェルスが死亡するとハンス・フォーゲルがSoPaDeの指導者となった。1940年のナチス・ドイツのフランス侵攻後はロンドンに亡命したが、ルドルフ・ヒルファーディングら逃亡中に捕らえられる幹部も出た。1941年には在英ドイツ社会主義組織連合を結成し、ズデーテン・ドイツ社会民主党などの亡命社会主義組織と連携をとった。またヒトラー暗殺未遂事件の参加者などの国内の反ナチス派と接触している。

### 第二次世界大戦後

#### 再建
第二次世界大戦後、ドイツは米英仏占領下の西側（後の西ドイツ）とソ連占領下の東側（後の東ドイツ）に分割された。ソ連占領地域では1945年6月、アメリカ占領地域では8月、イギリス占領地域では9月、フランス占領地域では12月から、それぞれごとの制限付きで政党活動が認められた。
社民党はナチ党政権時代にも維持し続けた組織を核とし、外国亡命者や強制収容所被収容者などが続々復帰する形で、早期に政党活動を再開した党であった。当時社民党には大きく3つの流れがあった。まずクルト・シューマッハーを中心とする英国占領地域ハノーヴァーを本拠としたグループ、第二にオットー・グローテヴォールを中心とするソ連占領下にあったベルリン中央委員会、そして第三にエーリッヒ・オレンハウアーを中心とするロンドンの亡命社民党本部である。

##### ソ連占領地域・東ドイツ

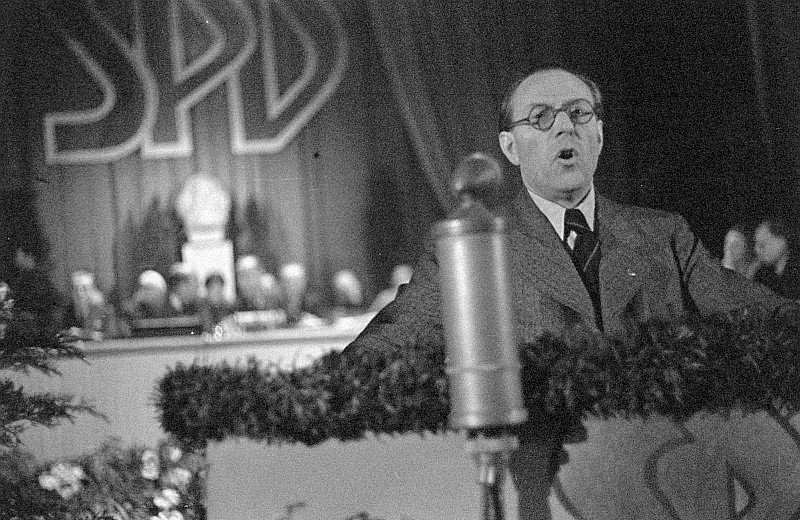
ソ連占領地域の社民党指導者オットー・グローテヴォール

ソ連占領地域で真っ先に再建されたのは共産党であり、社民党は共産党に4日遅れてグローテヴォールによって再建された。
東側社民党は西側社民党よりも伝統的社会民主主義の観点を強く押し出し、「国家と自治体には民主主義を、経済と社会には社会主義を」をスローガンにして基幹産業の国有化を訴えつつ、政治的には議会制民主主義を唱えた。共産党も再建当初は議会制民主主義を容認したこと、また党員数は共産党より社民党の方が多かったことから（1946年4月時点で社民党は67万人、共産党は60万人）、社民党は自分たち主導の共産党との組織的統一が可能だと思い込み、再建当初は共産党より社民党の方が社共合同に熱心だった。
しかしソ連占領地域では共産党がソ連当局の庇護を受けて権力を増大させていき、中央行政機関や各州行政機関で決定的地位を占めるようになっていった。そのため1945年夏以降、社民党は社共合同を警戒するようになり、占領地域をまたいだ全国的な自党の統一に傾注するようになった。
1945年秋になると逆に共産党がソ連占領当局の意を汲んで社民党との合同を熱心に推進するようになったが、グローテヴォールが「ロシアの銃剣で突っつかれている」と嘆いたように、それは実質的には強制合併の圧力に他ならなかった。そして1946年4月末に社民党は共産党によって強制合併され、共産党はドイツ社会主義統一党（SED）と改名した。
同年10月20日に米英仏ソ四国管理下の東西ベルリンで統一自由選挙が行われたが、西側社民党が48.7%の得票を得たのに対して、社会主義統一党は19.8%しか得票を得られなかった。東ベルリンの党組織を失った片肺状態の社民党に惨敗したこの結果は、社会主義統一党やソ連占領当局に強い衝撃を与えた。そのため、これ以降ソ連占領地域及びその後の東ドイツにおいては一切の自由選挙が禁止された。また社共同権を装って創設された社会主義統一党内では、用済みとなった社民党系指導者たちが徐々に排除されていき、東ドイツの他の各党も社会主義統一党のみが実権を掌握する「国民戦線」に強制編入されて衛星政党化されていった。以降東ドイツでは社会主義統一党＝共産党による独裁体制が敷かれた。1989年の再建まで社民党は禁止された。

##### 西側占領地域・西ドイツ

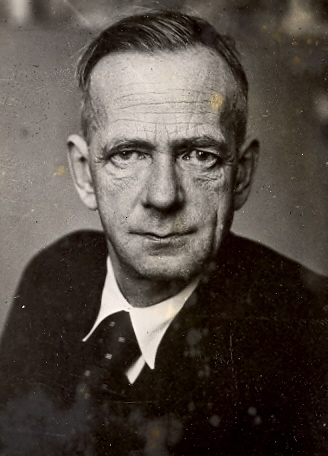
1946年から1952年まで社民党党首を務めたクルト・シューマッハー

西側占領地域でも社民党は早期に再建された。西側社民党でいち早く頭角を現したのはクルト・シューマッハーであった。彼は強制収容所から釈放された直後の1945年4月にハノーファーの地区支部を再建し、さらにシューマッハー事務局を創設して全国に活動を広げていった。オレンハウアーらロンドンの亡命社民党グループも党再建の主導権を握ろうと独自に策動したものの、やがてシューマッハーの権威を受け入れてその指揮に服するようになった。
シューマッハーは、ヴァイマル共和政時代にソ連のスパイとしてヴァイマル民主主義の破壊を策動し続けた共産党との合同には断固反対の立場であり、ベルリンのグローテヴォールらの社共合同の動きをけん制した。西側社民党ではシューマッハーのオルグにより、圧倒的多数が共産党との合同に反対であり、1946年3月末に東側での社共合同を前に西ベルリンで実施した党員投票（東ベルリンでは実施を禁止された）は、82.2%が共産党との合同に反対との結果が出た。1946年4月末に東側で社民党が共産党に合併されて社会主義統一党が誕生すると、西側社民党はこれを「強制合併」と批判し、反共の立場を鮮明にした。また東側社民党と西側社民党の合同の可能性がなくなったことでシューマッハーの立場は強化され、1946年5月のハノーファー党大会でシューマッハーが党首に選出された。1946年末までに社民党は党員70万人以上持つようになった。
シューマッハーは「我々は国際的社会主義者であると同時に良きドイツ人でありたい」と述べるなどラッサール的に国家や民族を肯定し、また社会主義と民主主義を結合させて多元的価値観に社会主義を基礎づけることを認め、党の思想的開放を唱道した。バラバラになっていた社民党が比較的容易に団結を取り戻したのはシューマッハーのカリスマ的人格によるところが大きかったと言われている。シューマッハーは反共の闘士でもあり、彼によれば共産党はマルクスの継承者などでは全くなく、独裁者スターリンの党であり、ソ連の利益の代弁者に過ぎない。東側社民党が強制合併された後には彼の反共性はさらに強化され、反共の面においては保守政党ドイツキリスト教民主同盟（CDU）の党首コンラート・アデナウアーにも優るとも劣らなかった。同時にシューマッハーは西側占領国、ドイツ右派、ブルジョワジーも攻撃し、彼らを「ヒトラーの再現」と批判した。さらにナショナルな立場から東西ドイツの再統一を強く主張し、当時西ヨーロッパの社会民主主義者の間で流布していたアメリカともソ連とも異なる政治体制を目指す「第三の道」構想を唱えたため、西側占領当局からも煙たがられる存在であった。

#### 野党として
1946年から1947年にかけて西側三国占領地域で行われた最初の州議会選挙は、キリスト教民主同盟/キリスト教社会同盟（CDU/CSU）と社民党が拮抗する結果となった。1947年5月には米英間で「二占領地域の再編に関する協定」が締結され、6月から議会にあたる経済評議会と内閣にあたる執行理事会と閣僚にあたる本部長官が設置されることになった。経済評議会議員は州議会選挙の勢力比に応じて選出され、社民党は、キリスト教民主同盟/キリスト教社会同盟と同じ20議席（総議席52議席）を得た。
1947年7月24日、キリスト教民主同盟/キリスト教社会同盟が自党に不利な長官人事案を拒否した際、社民党は突然「ブルジョワ政党との協力の前提は崩れた。以降は野党として協力を拒否する」と宣言したため、長官ポストはキリスト教民主同盟/キリスト教社会同盟によって占められた。これは社民党が自党の党勢拡大を誤認したことによるが、この後約20年にわたるキリスト教民主同盟/キリスト教社会同盟＝与党、社民党＝野党という構図がこの時にできた。
東西対立が激化してドイツ分断は不可避となり、1948年7月に米英仏占領軍政府長官からの指示で西側は「議会評議会」において基本法を制定することになった。この「議会評議会」でも社民党はキリスト教民主同盟/キリスト教社会同盟と同数の27議席を占めた。社民党は「建設的野党」の立場をとり、1949年5月のドイツ連邦共和国基本法（ボン基本法）制定の際には「東側が排除されている限り暫定的なものにすぎない」との留保を付けながらもその制定に積極的に協力した。
ボン基本法により連邦議会が設置され、1949年8月に第1回連邦議会選挙が実施されたが、社民党はドイツキリスト教民主同盟/キリスト教社会同盟に敗北、引き続き野党となることが確定した。
社民党は東ドイツとの統一を重視する立場から欧州会議やシューマン・プラン、欧州石炭鉄鋼共同体、欧州防衛共同体、北大西洋条約機構（NATO）などに西ドイツが加入することに反対した。またドイツ連邦軍の創設や徴兵制にも反対した。しかしこれらの問題においても社民党は「建設的野党」の立場から原理主義的な反対を続けなかった。例えば欧州会議に西ドイツが参加することが決まったなら社民党は積極的に欧州議会に議員を繰り出したし、連邦軍創設や徴兵制導入の基本法第一次改正に反対しながらも連邦軍兵士の権利や社会的義務に関する基本法第二次改正には賛成したりした。

#### 階級政党から国民政党へ

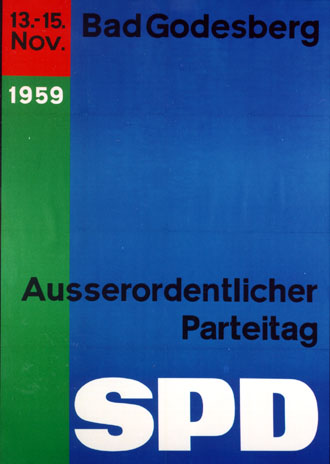
1959年のバート・ゴーテスベルク党大会のポスター

1952年8月にはシューマッハーが死去し、オレンハウアーが後継の党首となり、1963年の死去まで党を指導した。彼も当初はシューマッハーの意志を継いでドイツ再統一を至高の目標にし、西欧統合政策に反対した。しかし冷戦激化でドイツ再統一はますます困難となり、西ドイツ国民の大半は驚異の経済復興も相まってアデナウアーの西欧統合外交を支持していた。逆に社民党の西欧統合政策への抵抗路線はどんどん社民党を孤立させていた。
社民党は1953年の連邦議会選挙、1957年の連邦議会選挙で連敗し、1950年代を通じてキリスト教民主同盟/キリスト教社会同盟に後れを取り続けた。さらに党員数も1947年には87万人を超えていたのが、1950年には68万人、1950年代半ばには58万人と低下の一途を辿った。
その危機感から社民党内、特に社民党の連邦議会議員団の間には、もっと現実的な政策をとって労働者階級だけでなく中間層に支持を広げていかねばならないという考えが広まった。1953年から1959年にゴーデスベルク綱領として結実するまでの6年間に階級政党から国民政党への議論が盛んに行われた。オレンハウアーも党内妥協を重視する人間だったのでその方向へ向けて党改革を進めていった。
1954年7月のベルリン党大会は、1952年に採択されたドルトムント行動綱領（Dortmunder Aktionsprogramm）に「SPDは誕生した時の労働者階級の政党から国民の政党になった」というゴーデスベルク綱領に引き継がれる一文を初めて追加した。
1957年には社民党は西ドイツの欧州経済共同体（EEC）への加入に賛成し、西欧統合に賛成する立場へ転換した。
1958年のシュトゥットガルト党大会で党組織改革が決議され、それまで党の主導権を握ってきた党執行部の有給幹部制度（有給幹部は社会主義的イデオロギーの信奉者が多かった）が廃止された。代わって党幹部会が設置され、その多数を連邦議会議員が占めることになった。これにより社民党は社会主義イデオロギーより連邦議会選挙勝利に重きを置く傾向を強めた。
その結果、1959年にはバート・ゴーデスベルク党大会においてバート・ゴーデスベルク綱領が制定された。この綱領によって社民党はマルクス主義の階級闘争と絶縁して中道左派の国民政党へと転換した。経済については「可能な限りの市場、必要な限りの計画」と謳って市場経済を原則とし、手段は議会主義的改良を自己目的とした。
1960年6月にはNATOによる西側軍事同盟体制も容認へと転換した。
こうした路線転換が功を奏し、社民党は徐々に大衆に浸透しはじめた。1961年の連邦議会選挙、1965年の連邦議会選挙は、依然として野党から脱することはできなかったものの、その得票を着実に伸ばしていった。

#### 戦後初めての政権

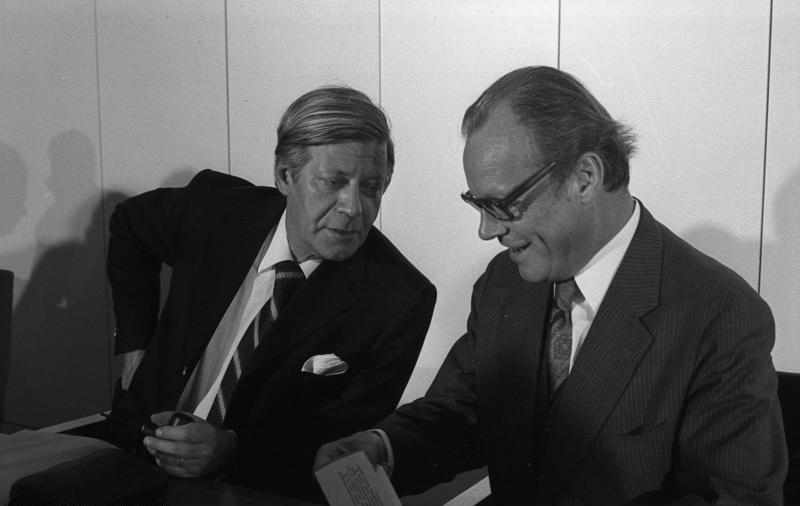
1969年から1982年にかけての社民党政権の首相を務めたヘルムート・シュミット(左)とヴィリー・ブラント(右)

社民党が戦後初めて政権に参加したのは1966年のことだった。この年、ルートヴィヒ・エアハルト首相がキリスト教民主同盟内で失脚して辞職したが、後任の首相候補クルト・ゲオルク・キージンガーは自由民主党（FDP）との連立再建に失敗し、代わりに社民党に大連立（große Koalition）を求め、社民党がこれに応じたという経緯だった。社民党はキージンガー政権に閣僚を9人送り込んでいる。特に経済相カール・シラーが失業率の大幅引き下げと鉱工業生産増大に功績をあげた。社民党はこの大連立によって「万年野党」の行政能力を世に知らしめることができた。
1960年代末にはより社民党に有利な状況が生まれた。当時「学生反乱」と呼ばれる社会的抗議運動が盛り上がり、世論に反保守的な空気が形成されていたうえ、1969年3月の大統領選挙で自由民主党が社民党のグスタフ・ハイネマンを支持したことで社民党と自由民主党の連携関係ができあがったためである。そのような背景から1969年の連邦議会選挙で社民党は得票を伸ばし、選挙後には自由民主党と連立して社民党党首ヴィリー・ブラントを首相とする内閣を成立させることができた。戦後初めての社民党首班政権だった。以後、ブラントとその後を継いだヘルムート・シュミット政権が自由民主党が連立を離脱する1982年まで続いた。
ブラントの「東方外交」により1960年代以降、社民党は東ドイツに対する党のテーゼを持つようになった。それは東ドイツ政府へ接近を図ることにより、同国に人権問題などへの対応を迫り、東西ドイツ間に格差がなくなった段階で統一するというものであった。この方針に基づき、東ドイツの独裁政党である社会主義統一党との友好を積極的に進めるようになった。
1970年代には社民党内にAPO（議会外反対）運動を展開するニュー・レフト勢力が出現するようになった。下からの参加民主主義を重んじる彼らは議会制民主主義を重んじる社民党議員団への挑戦を強め、党内派閥抗争が激化した。特に1970年代後半のシュミット政権下では西ドイツへの核ミサイル配備問題でこの対立が激化した。またシュミット政権とドイツ労働総同盟（DGB）は経済危機管理のため「安定性協定」を結んでいたが、それによる賃金規律や失業率の悪化に一部の組合が反発したことも党内の派閥化を促進する一因となった。

#### コール政権下の野党時代

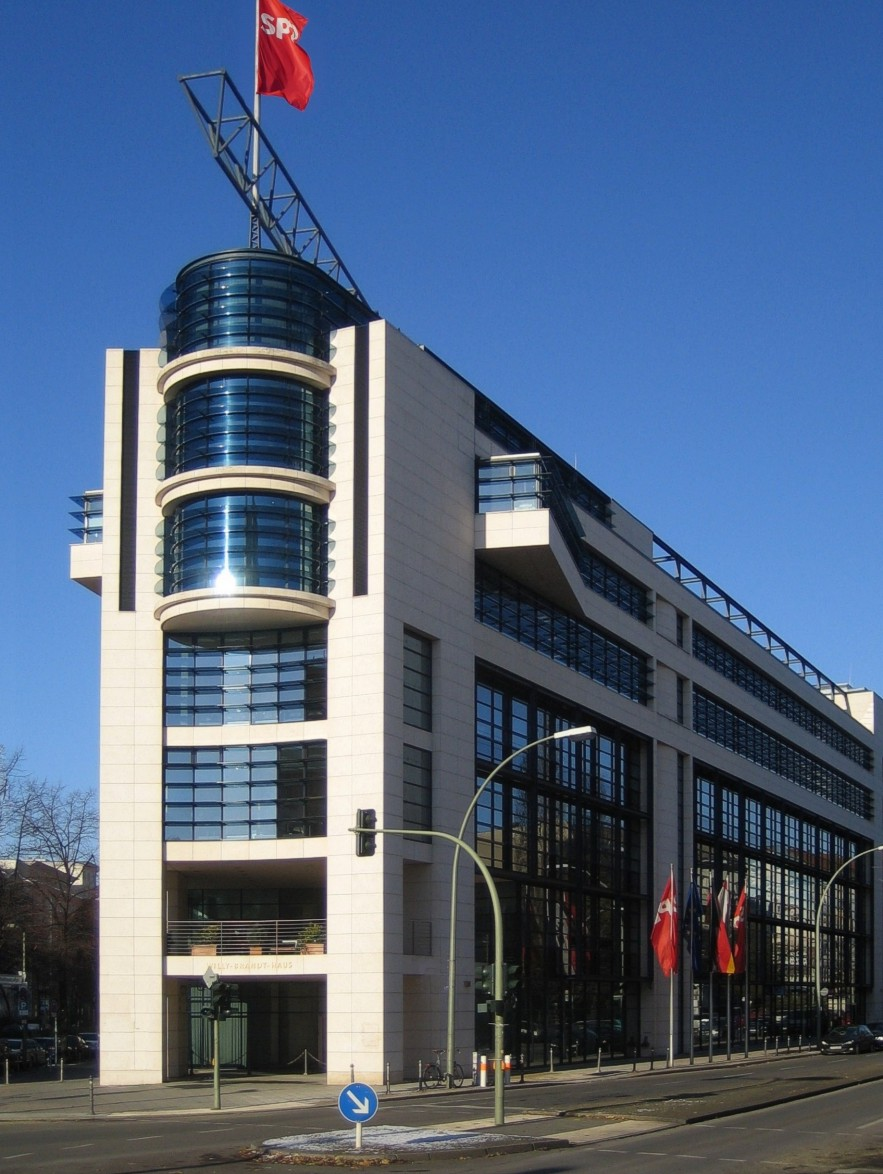
1993年に完成した党本部ヴィリー・ブラント・ハウス

その後16年近く続いたキリスト教民主同盟のヘルムート・コール政権の下で野党の座に甘んじた。1984年5月のエッセン党大会で党首ブラントは「ゴーデスベルクにおいてコンセンサスとなっていた社会民主主義の解釈は、もはや機能していない」と演説し、綱領改正への意欲を示した。そして彼を委員長とする綱領委員会を設置された。党内が多様化していたために様々な異論が出され、またブラントの辞任の混乱もあって、5年に及ぶ長い党内論争を経ることになったが、1989年12月のベルリン党大会においてベルリン綱領が採択された。この綱領には当時大きな争点になりつつあったエコロジー問題への対応をはじめ、様々な課題を盛り込んだ。一方でこの綱領は長大で包括的だが断片的という「デパートのカタログ」としての性格が強かった。
野党時代にも東ドイツの社会主義統一党との対話を進め、1987年8月には両党で体制間の平和競争を謳う「イデオロギー競争と共通の安全保障」という共同文書を発している。
1980年代には緑の党の出現もあって社民党の党員の減少傾向が続いた。1990年の連邦議会選挙に社民党は敗北し、その後党首となったビョルン・エングホルムは、1993年に『SPD 2000 - SPDの現代化』という党組織改革の報告書を発表し、同年の党大会で採択された。この報告書は「市民が政党に接触する垣根を下げる」「党員の参加可能性の強化」として一般党員の直接投票制度の導入を謳っていた。具体的には連邦議会・地方議会問わず選挙の党候補、および連邦議会選挙のたびに党首と別に選出される首相候補を一般党員の投票で決めること、また政策形成についても10%以上の党員から請願があった時には党員協議会を設置し、諮問的な党員投票を行うことが盛り込まれていた。しかし党首がルドルフ・シャーピングに代わったことなどもあって、その後も継続的に行われた一般党員の直接投票制度は首相候補予備選挙のみであった。

#### 東ドイツでの社民党再建

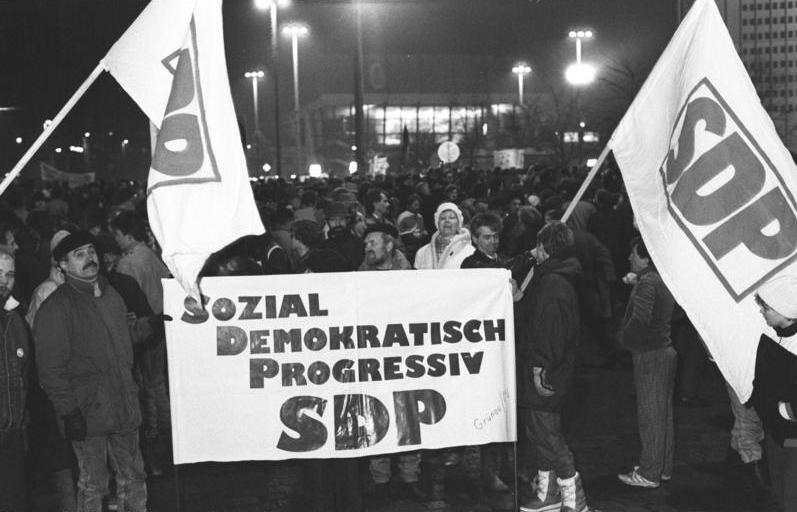
1990年1月8日、ライプツィヒでデモをする東ドイツ社会民主党の党員たち

東欧革命の結果、民主化が進む東ドイツで1989年9月から10月初旬にかけて民主化を求める在野の政党・政治団体が続々と創設された。その一つとして東ドイツ社会民主党が10月7日に創設された。43年ぶりの東ドイツでの社民党の再建となった。同党の略称は当初SDPだったが、1990年1月13日には西側社民党と同じSPDに改正した。
東ドイツ社民党はソビエト連邦のミハイル・ゴルバチョフによるペレストロイカ流の政治改革を唱え、人民議会選挙を自由選挙にし、それに候補を出すことを目指した。1989年12月7日に独裁政党ドイツ社会主義統一党及びその衛星政党と在野勢力の対話の場として円卓会議が設置されると社民党も在野勢力の一つとして参加した。数度にわたる円卓会議の結果、人民議会選挙が1990年3月18日に自由選挙で行われることになった。1990年2月5日の第11回円卓会議では「選挙の機会均等のため」として西ドイツから弁士の応援を受けることを放棄するという決議が行われたが、これに反対した社民党やドイツキリスト教民主同盟（CDU）（東ドイツの衛星政党だったが民主化後は路線転換し、西のCDUの支援を受けた）などは、決議に従うつもりはないと宣言し、それぞれの背後にある西側同名政党の応援を受けた。

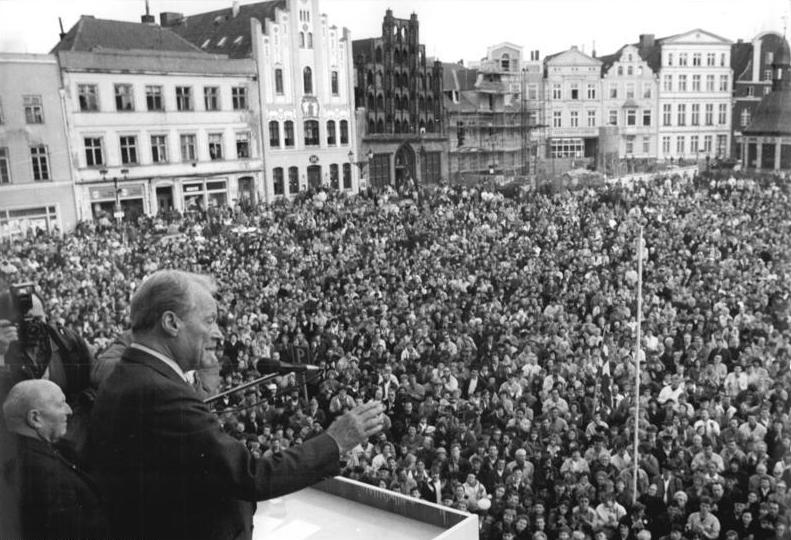
1990年3月16日、東ドイツ・ヴィスマールで遊説を行うヴィリー・ブラント

選挙戦中、西側社民党は元首相ヴィリー・ブラントを12回にわたって東ドイツ遊説に送り込むなどして東側社民党を積極的に支援した。一方西側キリスト教民主同盟も現役の西ドイツ首相ヘルムート・コールを東ドイツ遊説に送り、東側キリスト教民主同盟を支援した。この選挙の主な争点は統一問題だったが、ほとんどの党派が統一に賛成しており、特にキリスト教民主同盟や社民党など西側政党を模して作られた政党は統一に熱心だった。統一の方法を巡ってはキリスト教民主同盟が「西ドイツに併合される」、社民党が「両ドイツ国民で新憲法を作る」方法を訴えたが、両党とも西ドイツの体制をベースとした統一という点では本質的差異はなかった（一方社会主義統一党が改組された民主社会党や西側にパートナーを持たない同盟90は「東ドイツの独自性を維持しつつ統一へ」と訴えていた）。
事前の世論調査では社民党有利との観測が出ていたが、1990年3月18日の投開票の結果、キリスト教民主同盟が163議席を獲得して第一党になる一方、社民党は88議席の第二党にとどまった。選挙後に発足したキリスト教民主同盟党首ロタール・デメジエールを首相とする政権には社民党も参加したが、統一や選挙の日程をめぐって東西社民党はデメジエールと対立し、政治的駆け引きから8月に政権を離脱した。
その後、東側社民党は1990年9月26日の党大会で西側社民党との合流を決議した。直後の1990年10月3日に東ドイツが西ドイツに併合される形でドイツ再統一が行われた。再統一後の最初の選挙である同年12月の総選挙（連邦議会選挙）で社民党はコール政権打倒に失敗しているが、この時にも旧東ドイツ地域では社民党の得票は伸び悩んでいる。

#### シュレーダー政権（赤緑連合）の誕生
1998年、長期政権への飽きや景気の低迷などでコール政権の支持率が低下したこと、イギリス労働党の勝利以来続いた欧州社民主義政党の復調の流れを受けたことなどがあって連邦議会選挙で勝利。同盟90/緑の党と連立を組んだゲアハルト・シュレーダー政権（赤緑連合）が誕生。
シュレーダーは「新中道」という理念を掲げた。これは1980年代を席巻した新自由主義的な市場中心主義ではなく、かつ従来の社会民主主義の国家中心主義でもない「新しい社会民主主義」を目指し、就労支援を中心とするワークフェア的雇用政策への転換により「積極的福祉国家」と呼ばれる方向へ向かう理念だった。この前年にはイギリスでシュレーダーと似た政策理念「第三の道」を掲げる労働党党首トニー・ブレアが首相になっており、両国首相は1999年6月に『第三の道/新中道』という共同文書を発している。1999年12月のベルリン党大会ではシュレーダーが党首に選出されるとともに綱領改定作業の開始が決議されたが、「新中道」路線は党内左派からの反発が大きく結局この路線での綱領改定は挫折した。
2002年9月の連邦議会選挙で辛勝して政権維持に成功したが、この第二次政権でシュレーダーは綱領改定問題から引いた態度を取り続けた。社民党党首として綱領改定に取り組むより首相として政策実行する方が早いためであり、シュレーダーは首相として独自の政策方針「アジェンダ2010」を発表し、党内議論をスキップした。この「アジェンダ2010」はフォルクスワーゲン社社長ペーター・ハーツを座長とした「ハーツ委員会」の答申に基づき策定されたものであり、ハーツ改革案の一つである「ハーツ4（Hartz IV）」が2002年10月に連邦議会で可決されたことで失業者援助金の水準を生活保護と同水準まで引き下げる改革が行われた。さらに2004年10月には公的健康保険の自己負担率を上げる改革が行われた。これらの改革によって政府は一定の成果を上げることに成功したが、中間層の所得格差は増大し、労働者階級、特に高失業率の旧東ドイツ市民の不満が高まった。
またこうした経済・雇用政策における右傾化路線には党内左派から強い反発が起き、2004年3月の臨時党大会では党をまとめきれなくなったシュレーダー首相が党首の座を降り、首相職に専念することになった。代わって党の連邦議会議員団長のフランツ・ミュンテフェーリングが党首となった。ミュンテフェーリング以降の社民党党首は調整型あるいは左派寄りが多くなり、党の左派回帰が強まっていく。
さらに2005年1月には党内左派の集団脱党が発生し、彼らは左派新党「労働と社会的公正（WASG）」を結成した（同党ははじめ民主社会党と政党連合を組んだが、翌々年の2007年に合同して左翼党を結成した）。この新党結成により左派票が社民党から流出し、2005年5月に行われたドイツ最大州ノルトライン＝ヴェストファーレン州議会の選挙で社民党は惨敗を喫した。

#### 2005年、2度目の大連立発足

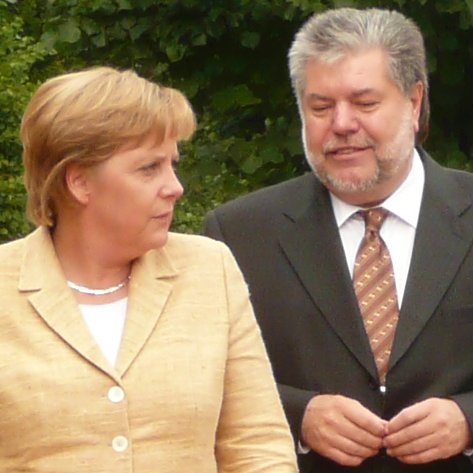
CDUのアンゲラ・メルケル連邦首相と社民党党首クルト・ベック（2007年9月29日）

2005年7月、シュレーダー首相は自らの信任決議案を与党に否決させ、連邦議会の解散総選挙（9月18日投票）に打って出た。解散当時の支持率は、最大野党CDU/CSUに大きく水を開けられており、政権を奪われる可能性が高いといわれていたが、選挙戦終盤に盛り返し、第1党の座を失ったもののCDU/CSU側とはわずか4議席差にまで肉薄した。そのため選挙後の連立交渉は難航した。シュレーダーはCDUとCSUを別々の政党と考えれば社民党が第一党であるので自分が引き続き首相を務めるべきと主張したが、この理屈は通らず、結局CDUのアンゲラ・メルケルに首相を譲ることとなった。そして社民党はCDU/CSUとキージンガー政権以来の保革大連立を組むことで与党に留まることになった。
2005年11月にミュンテフェーリングが総選挙敗北を受けて次期党首選への立候補を断念し、代わってブランデンブルク州首相のマティアス・プラツェックが党首に就任することとなった。旧東ドイツ出身者がSPDの党首になるのは初めてであり、CDUのメルケル首相と共に旧東ドイツ出身者が連立与党の党首としてドイツの舵取りをすることになるかと思われたが、4月には病気を理由に辞任。
代わってラインラント・プファルツ州のクルト・ベック州首相が暫定党首に選出され、その後正式な党首となった。ベックの下、2006年9月に基本綱領委員会が創設され、2007年1月には「ブレーメン草稿」と呼ばれる綱領草案が発表された。ワークフェアの基礎となるシュレーダー的な理念「予防的福祉国家」を強調する一方「所得分配によるより多くの平等」という伝統的な社会民主主義の理念も盛り込まれていた。この草案を叩き台に党内議論が行われたが、概して党の下部組織層は「予防的福祉国家」理念に否定的であり、逆に大連立に参加している指導層はシュレーダー改革を否定する動きを警戒していた。結局「予防的福祉国家」については後退した表現に修正され、2007年10月の党大会でハンブルク綱領として採択された。この綱領はシュレーダーの「新中道」や「アジェンダ2010」の理念を一貫した方向性としては刻印していない点やグローバル資本主義を批判している点などから「左派回帰」の綱領と評価されることも多いが、ゴーデスベルク綱領以来の「可能な限り市場を、必要な限りで規制を」という市場経済重視の姿勢は明確に堅持しているし、「予防に重点を置く社会国家」の章では就業支援のための教育を社会政策の中心に据えて失業率低下を図るべきであるというシュレーダーの政策を引き継ぐ考えも見られ、全体としては右派と左派の折衷的な性格が強かった。経済以外の問題では、教育については5年生（約11歳）で成績に応じて3つの学校に分かれる現行制度を10年生（約16歳）までは全生徒同じ教育を受けるよう改革することや大学の授業料導入に反対することを謳っている。移民問題では技術を有した移民を歓迎するとしつつ「移民国ドイツ」という表現を使うことで差別なく移民を受け入れる立場も暗示している。徴兵制問題は「一般徴兵制の近代化」と「志願兵構想の強化」を謳い、外交では国連重視や将来のヨーロッパ軍創設の可能性に言及している。
2008年9月にクルト・ベック党首が突如辞任、10月これに代わってフランツ・ミュンテフェーリングが党首に復帰した。しかし政権のジュニアパートナーの社民党は現実路線を取らざるを得ず、CDUのメルケル首相の中道路線のもとにあって埋没していった。最低賃金制度導入の訴えは伝統的な社会民主主義に近い政策だったが、売上税の引き上げ、健康保険改革、年金支給開始年齢の67歳への引き上げなどは社民党の支持層から不評を買うものだった。

#### 2009年連邦議会選挙での敗北、下野

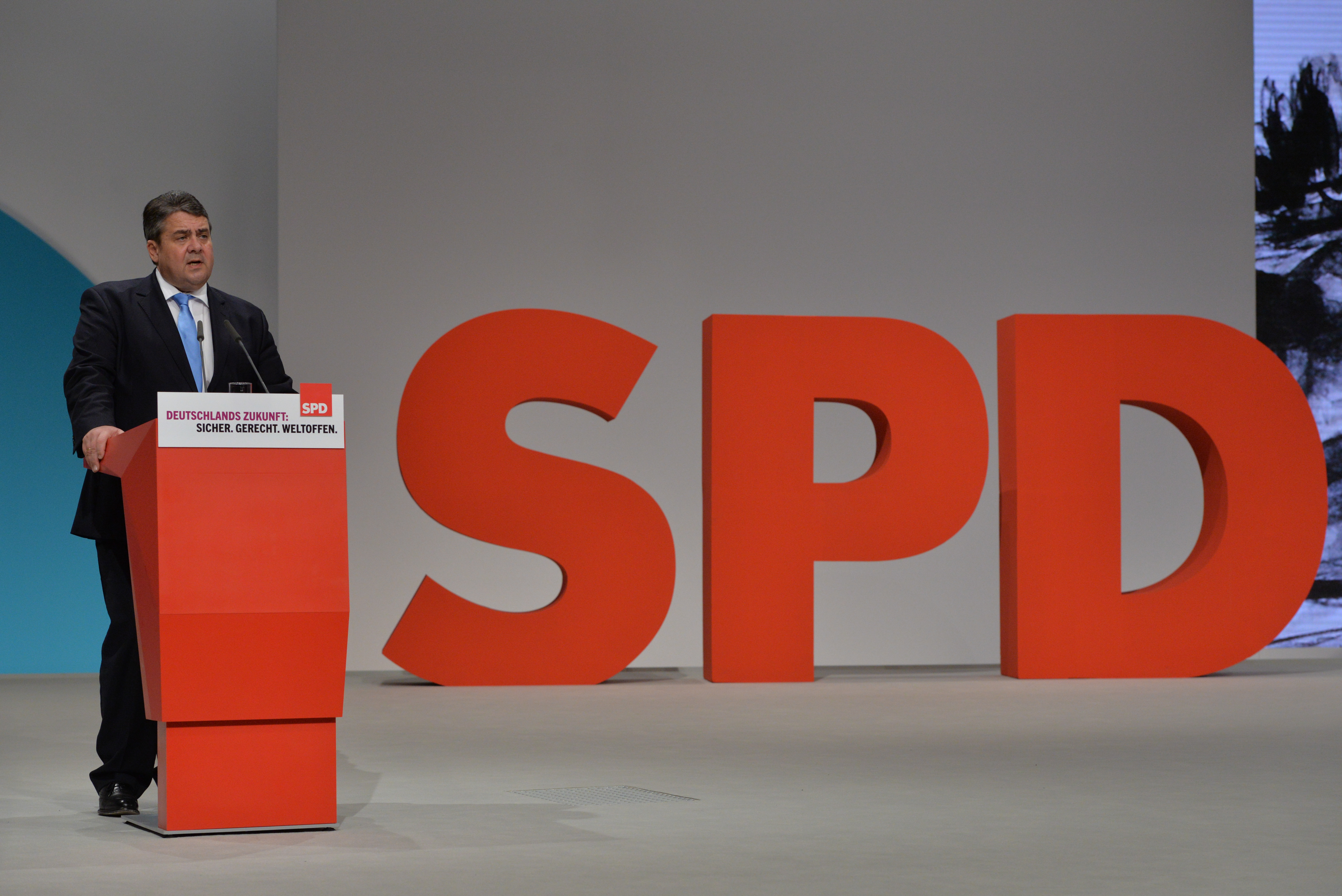
2009年から2017年まで社民党党首を務めたジグマール・ガブリエル

大連立に対する国民の評価を問われた2009年9月27日の連邦議会選挙では、社民党は連邦首相候補としてフランク＝ヴァルター・シュタインマイヤーを推した。しかしメルケル政権下で現実路線を進めたことに対する反発が原因で従来からの支持者が離反したことなどから前回よりも10%以上も得票を減らし、戦後2番目に少ない146議席しか獲得できなかった。この選挙でCDU/CSUと自由民主党の保守・中道右派勢力が過半数を獲得したことから、社民党は11年に及ぶ政権与党の座を失うこととなった。選挙後の臨時党大会でジグマール・ガブリエルが後継党首に選出された。ガブリエルは「アジェンダ2010」以来緊張状態になっていた労組との関係改善や左右両派の和合に努め、党の団結の再強化に尽力した。
2010年5月9日、下野後の最初の大型選挙であるドイツ最大州ノルトライン＝ヴェストファーレン州議会選挙では、CDU/CSUと自由民主党の連立与党を過半数割れに追い込み、ハンネローレ・クラフトを州首相とする社民党と同盟90/緑の党による少数連立政権の州政府を発足させた。2011年2月20日に行われたハンブルク市議会選挙では、過半数を獲得して与党となった。2012年5月のノルトライン＝ヴェストファーレン州議会選挙ではメルケル政権与党が推進してきた緊縮財政政策に対する批判票を集めて、第1党となった。

#### 2013年、3度目の大連立

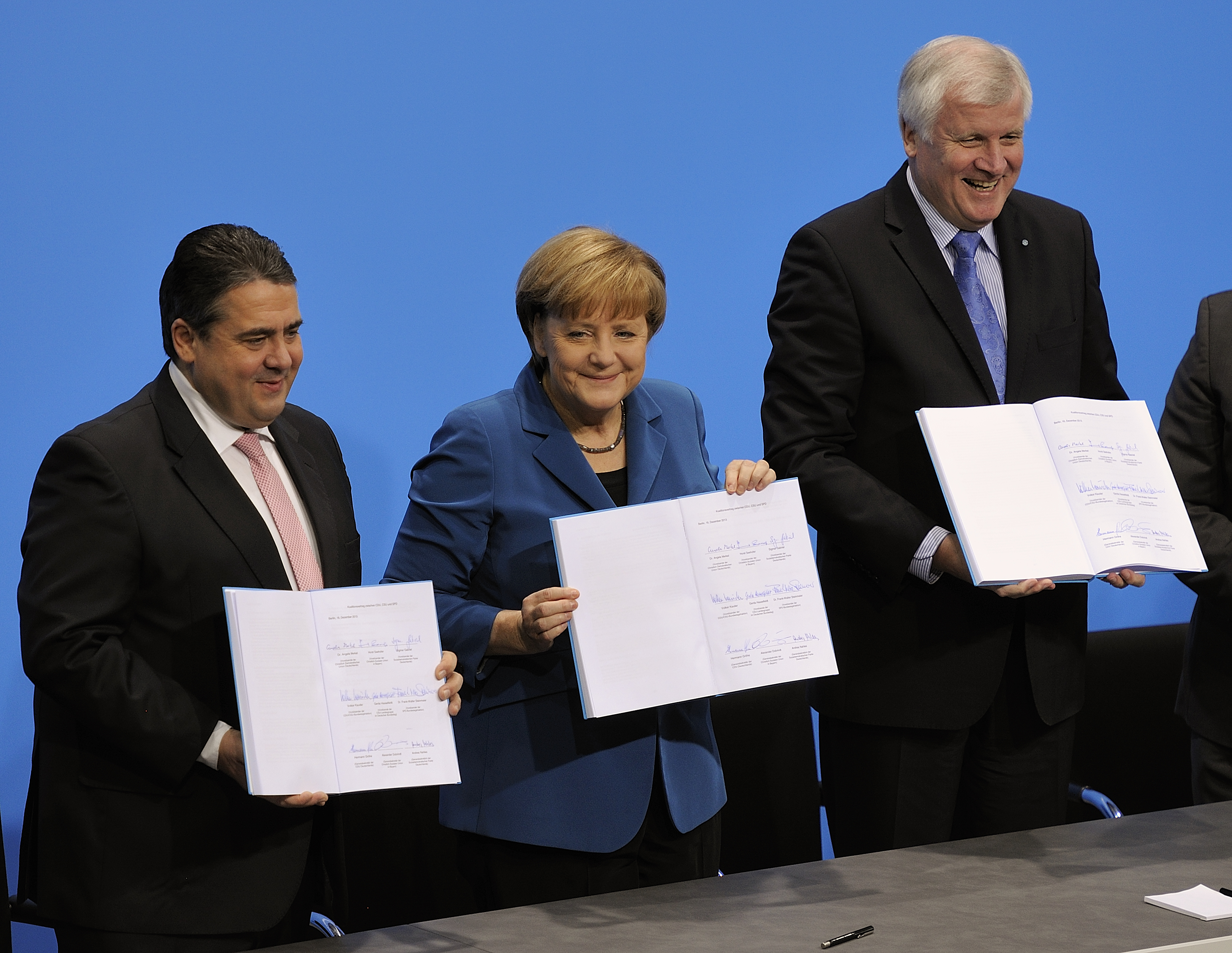
2013年12月16日、3度目の大連立協定書に署名した社民党党首ジグマール・ガブリエル、キリスト教民主同盟(CDU)党首アンゲラ・メルケル連邦首相、キリスト教社会同盟(CSU)党首ホルスト・ゼーホーファー

2013年の連邦議会選挙では、前回よりも議席を回復して192議席を獲得したものの、過半数近い議席を獲得したCDU/CSUには100議席以上の差を付けられ議会第一党の座を回復することは出来なかった。一方でCDU/CSUも過半数を獲得できず、連立相手だった自由民主党が惨敗して全議席を失ったため、3度目の大連立に向けた交渉が始められた。
2カ月にわたる協議の結果、11月27日にCDU/CSUとの連立協議が合意に達し、史上3度目の大連立政権が成立することになった。
2013年の大連立合意の交渉で譲れない10項目として時給8.50ユーロの全国統一最低賃金の導入、男女の賃金平等化、旧東西ドイツ間の年金支給額の平等化、二重国籍取得の容認、民営化を伴わないインフラ投資の拡大、教育・職業訓練への投資拡大、金融取引税の導入と脱税取締り強化、長期介護保険の給付額引き上げ、地方自治体の予算拡大、若年層の失業対策など持続的なユーロ圏政策を掲げた。しかし選挙で公約していた年収10万ユーロを超える富裕層に対する増税は盛り込まれていない。この公約を守る形で2014年7月、ドイツ下院にて最低賃金を時給8.50ユーロとする法案が可決された。下院での採決では法案賛成が大多数であり、投票数605のうち賛成が535票、反対が5票、棄権が61票という結果だった。ジグマール・ガブリエルは「これはドイツにとって歴史的な日である」として最低賃金法の立法化を歓迎した。
2017年1月、秋の連邦議会選挙に向けて、支持率の高くないガブリエル党首に代わる首相候補として欧州議会議長だったマルティン・シュルツを推すことを決定し、3月19日の臨時党大会でシュルツが新党首に選出された。

#### 2018年、4度目の大連立

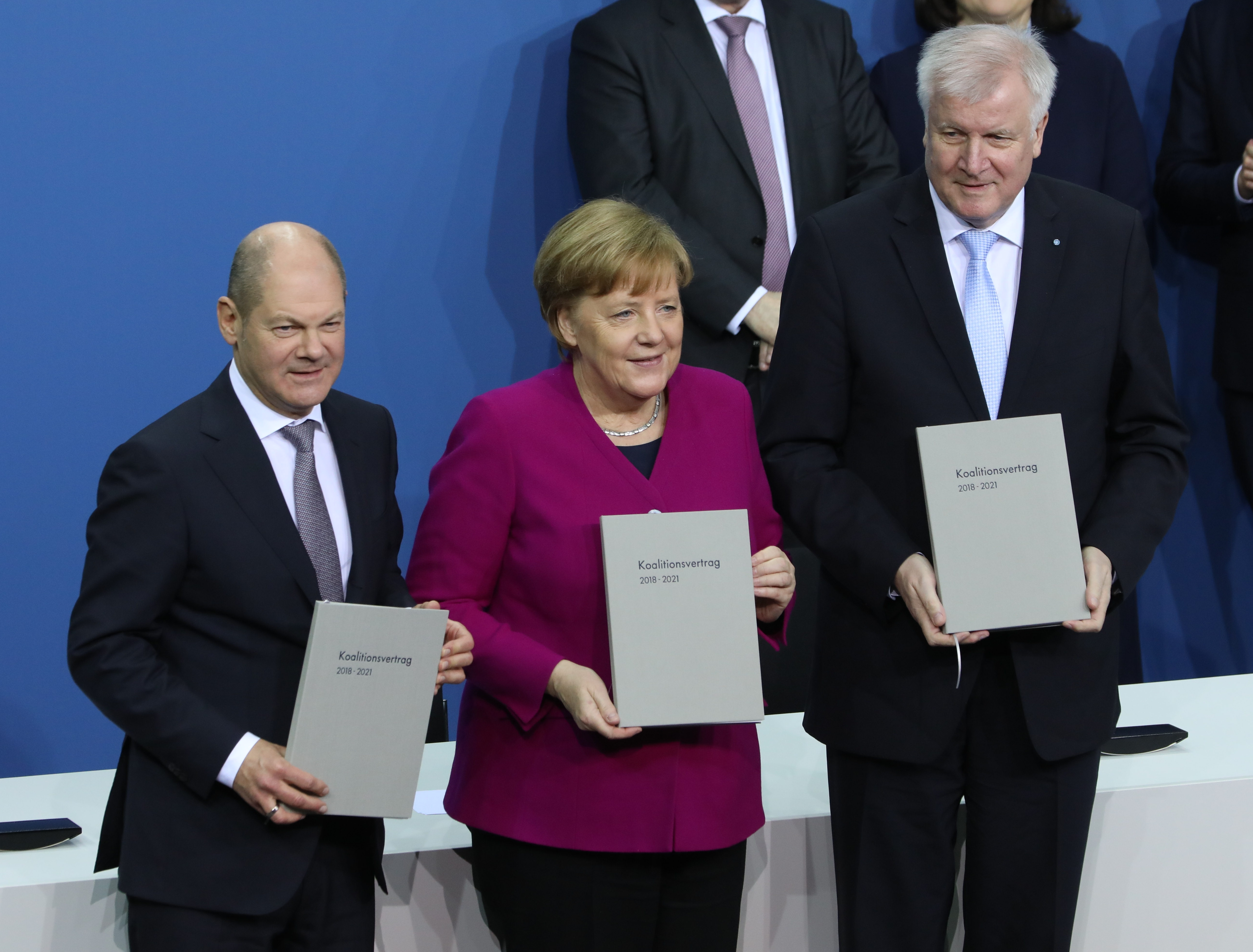
2018年3月12日、4度目の大連立協定書に署名した社民党党首の役割を務めるオラフ・ショルツ、キリスト教民主同盟党首アンゲラ・メルケル連邦首相、キリスト教社会同盟党首ホルスト・ゼーホーファー

2017年の連邦議会選挙の結果はSPDにとって歴史上最低となり、シュルツ党首は新たな大連立の設立を強く反対した。その後、CDU/CSU、FDPと同盟90/緑の党が連立政権の成立を目指し、それに関する議論が進んでいたが、11月にクリスティアン・リントナーFDP党首の意志で結果が出ないまま終了した。SPDはその後、新たな大連立を承認した。
2018年2月、シュルツ党首が大連立に対する党内からの批判のため辞任した。同時に党本部は4月22日に予定されている特別党大会が行われるまでの間にオラフ・ショルツハンブルク市長兼副党首が党首の役割を務めることで一致。3月4日には大連立への参加を問う党員投票の結果が公表され、賛成66%、反対34%で大連立は承認され、4度目の大連立を行うことが決定した。新たに外相と財務相ポストが社民党に譲られることになった。
また、党本部はアンドレア・ナーレスSPD連邦議会議員団長を次期党首に指名し、4月の党大会でナーレスがSPDの155年の歴史上初の女性党首に選出された。しかし2019年5月下旬の欧州議会選挙で社民党の議席を大幅に減らしたため、ナーレスは6月2日に辞意を表明した。これを受けて党本部は12月6日に予定されている定期党大会が行われるまでの間にマル・ドライヤーラインラント＝プファルツ州首相、トルステン・シェーファー＝ギュンベル党ヘッセン州支部長及びマヌエラ・シュヴェーズィヒメクレンブルク＝フォアポンメルン州首相が党首の役割を務めることで一致。ナーレスの後継としては11月30日の党員による党首選挙の結果、大連立に批判的なサスキア・エスケンとノルベルト・ワルターボルヤンスのペアがオラフ・ショルツ財務大臣らのペアを破り当選した。12月6日に開かれた定期党大会では二人が正式に共同党首に選出され、大連立に留まる方針も決定された。2020年8月10日、オラフ・ショルツを次期首相候補に指名した。

#### 2021年、16年ぶりの首相輩出へ

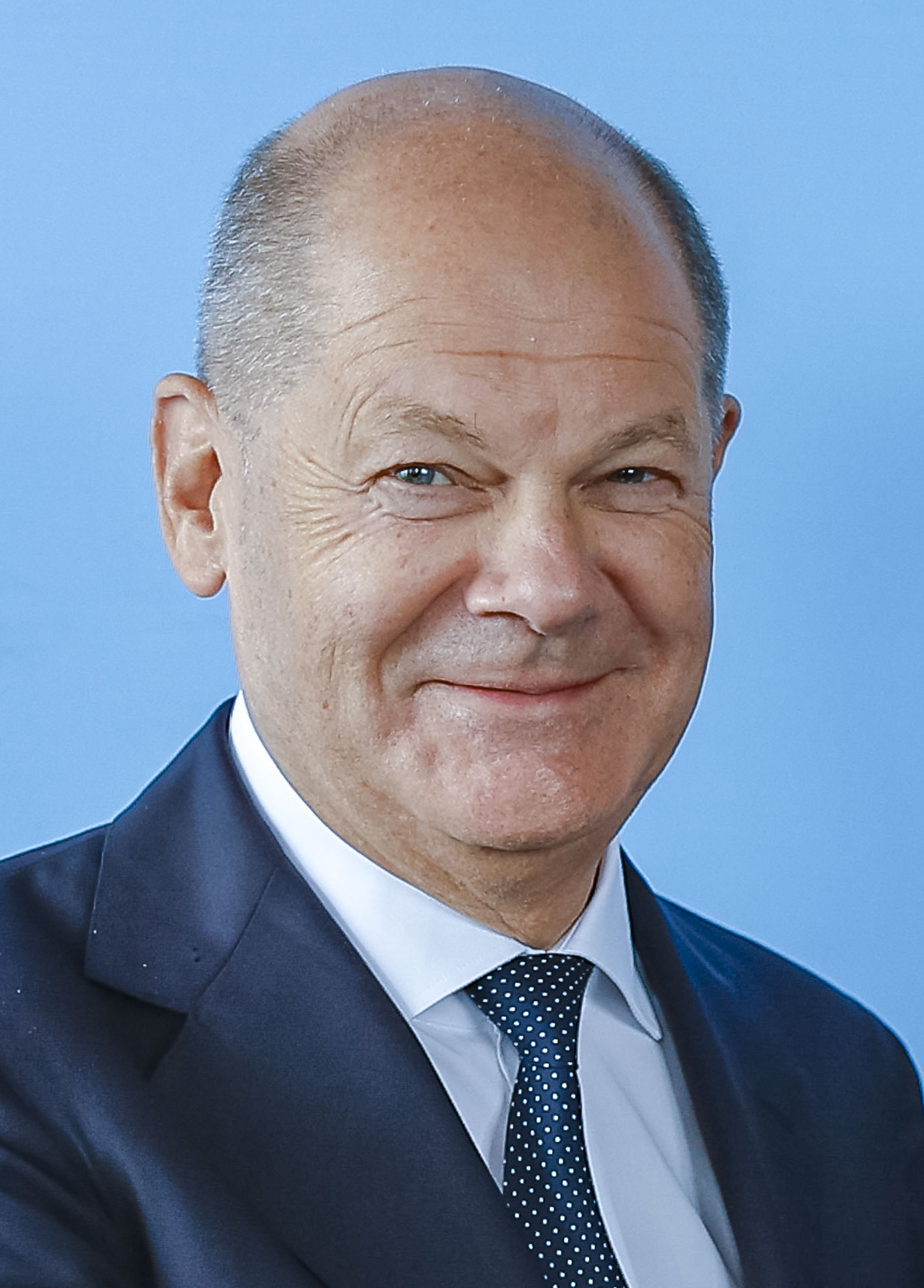
2021年から社民党首班政権の連邦首相を務めるオラフ・ショルツ

2021年9月26日執行の連邦議会選挙では得票率が速報値で25.7％となり、一方でCDU/CSUは24.1％にとどまり史上最低となった。これにより連邦議会において16年ぶりに第1党となった。11月24日に同盟90/緑の党、自由民主党と連立政権樹立で合意し、ショルツの次期首相就任が確実となり、シュレーダー以来16年ぶりに首相を輩出することとなった。

## 政策
最新の2017年の総選挙のマニフェストでは以下のような政策公約を掲げた。
- 子育て世帯支援（児童手当の金額を親の所得に比例させる）
- 中所得者減税（CDUと同じ公約）
- 保育園から大学院まで教育費を無償にする
- 国全体のR&D投資を3.5%引き上げる（CDUと同じ公約）
- 有期雇用や派遣労働の制限
- 失業給付の支給要件を緩和する
- 産業別賃金交渉の推進（CDUは企業別賃金交渉）
- 年金支給額を維持する（CDUは段階的引き下げ方針）
- 退職年齢引き上げ反対
- 民間健康保険を廃止し、公的健康保険に統合（CDUは民間保険廃止に反対）
- 難民受け入れに上限を付けることに反対。難民の家族呼び寄せの一定期間禁止に反対（CDUは年間20万人を難民受け入れの上限とし、家族呼び寄せは一定期間禁止することを主張）

2018年の大連立合意文書は、労働政策や年金は社民党の主張が、健康保険や難民に関してはCDUの主張が強く反映されるものとなった。

## 役職

### 歴代党首
| 代                                                     | 党首                                         | 党首                                                                | 就任日                       | 退任日                       | 備考 |
| ドイツ社会主義労働者党 (SAP)                           | ドイツ社会主義労働者党 (SAP)                 | ドイツ社会主義労働者党 (SAP)                                        | ドイツ社会主義労働者党 (SAP) | ドイツ社会主義労働者党 (SAP) | ドイツ社会主義労働者党 (SAP) |
| ------------------------------------------------------ | -------------------------------------------- | ------------------------------------------------------------------- | ---------------------------- | ---------------------------- | --- |
| 1                                                      | Wilhelm Hasenclever                          | ウィルヘルム・ハーゼンクレーヴァー（Wilhelm Hasenclever）           | 1875年                       | 1876年                       | |
| 1                                                      | ヴィルヘルム・ハルトマン（Wilhelm Hartmann） |                                                                     | 1875年                       | 1876年                       | |
| 2                                                      | Wilhelm Liebknecht                           | ヴィルヘルム・リープクネヒト（Wilhelm Liebknecht）                  | 1876年                       | 1878年                       | |
| 2                                                      | August Bebel                                 | アウグスト・ベーベル (August Bebel)                                 | 1876年                       | 1878年                       | |
| 2                                                      | Wilhelm Hasenclever                          | ウィルヘルム・ハーゼンクレーヴァー（Wilhelm Hasenclever）           | 1876年                       | 1878年                       | |
| 2                                                      | ヴィルヘルム・ハルトマン（Wilhelm Hartmann） |                                                                     | 1876年                       | 1878年                       | |
| 社会主義者鎮圧法 1878–1890                             |                                              |                                                                     |                              |                              | |
| ドイツ社会民主党 (SPD)                                 |                                              |                                                                     |                              |                              | |
| 1                                                      |                                              | パウル・ジンガー (Paul Singer)                                      | 1890年                       | 1892年                       | |
| 1                                                      | アルヴィン・ゲーリッシュ（Alwin Gerisch）    |                                                                     | 1890年                       | 1892年                       | |
| 2                                                      |                                              | アウグスト・ベーベル (August Bebel)                                 | 1892年                       | 1911年                       | |
| 2                                                      | パウル・ジンガー (Paul Singer)               |                                                                     | 1892年                       | 1911年                       | |
| 3                                                      |                                              | アウグスト・ベーベル (August Bebel)                                 | 1911年                       | 1913年                       | |
| 3                                                      | フーゴー・ハーゼ (Hugo Haase)                |                                                                     | 1911年                       | 1913年                       | |
| 4                                                      | Friedrich Ebert                              | フリードリヒ・エーベルト (Friedrich Ebert)                          | 1913年                       | 1916年                       | フーゴー・ハーゼは1916年に共同党首を辞任しドイツ独立社会民主党（USPD）の結党に参加                                                                             |
| 4                                                      | Hugo Haase                                   | フーゴー・ハーゼ (Hugo Haase)                                       | 1913年                       | 1916年                       | フーゴー・ハーゼは1916年に共同党首を辞任しドイツ独立社会民主党（USPD）の結党に参加                                                                             |
| 5                                                      | Friedrich Ebert                              | フリードリヒ・エーベルト (Friedrich Ebert)                          | 1916年                       | 1917年                       | |
| 6                                                      | Friedrich Ebert                              | フリードリヒ・エーベルト (Friedrich Ebert)                          | 1917年                       | 1919年                       | |
| 6                                                      | Philipp Scheidemann                          | フィリップ・シャイデマン (Philipp Scheidemann)                      | 1917年                       | 1919年                       | |
| 7                                                      | Otto Wels                                    | オットー・ヴェルス (Otto Wels)                                      | 1919年                       | 1922年                       | |
| 7                                                      | Hermann Müller                               | ヘルマン・ミュラー (Hermann Müller)                                 | 1919年                       | 1922年                       | |
| 8                                                      | Arthur Crispien                              | アルトゥール・クリスピン (Arthur Crispien)                          | 1922年                       | 1928年                       | アルトゥール・クリスピンは1922年にUSPDらSPDへと復党 |
| 8                                                      | Otto Wels                                    | オットー・ヴェルス (Otto Wels)                                      | 1922年                       | 1928年                       | アルトゥール・クリスピンは1922年にUSPDらSPDへと復党 |
| 8                                                      | Hermann Müller                               | ヘルマン・ミュラー (Hermann Müller)                                 | 1922年                       | 1928年                       | アルトゥール・クリスピンは1922年にUSPDらSPDへと復党 |
| 9                                                      | Arthur Crispien                              | アルトゥール・クリスピン (Arthur Crispien)                          | 1928年                       | 1931年                       | |
| 9                                                      | Otto Wels                                    | オットー・ヴェルス (Otto Wels)                                      | 1928年                       | 1931年                       | |
| 10                                                     | Arthur Crispien                              | アルトゥール・クリスピン (Arthur Crispien)                          | 1931年                       | 1933年                       | |
| 10                                                     | Otto Wels                                    | オットー・ヴェルス (Otto Wels)                                      | 1931年                       | 1933年                       | |
| 10                                                     | Hans Vogel                                   | ハンス・フォーゲル (Hans Vogel)                                     | 1931年                       | 1933年                       | |
| ナチス政権下の亡命時 1933–1945                         |                                              |                                                                     |                              |                              | |
| 11                                                     | Otto Wels                                    | オットー・ヴェルス (Otto Wels)                                      | 1933年                       | 1939年                       | |
| 11                                                     | Hans Vogel                                   | ハンス・フォーゲル (Hans Vogel)                                     | 1933年                       | 1939年                       | |
| 12                                                     | Hans Vogel                                   | ハンス・フォーゲル（Hans Vogel）                                    | 1939年                       | 1945年                       | |
| 第2次世界大戦後                                        |                                              |                                                                     |                              |                              | |
| 13                                                     | Otto Grotewohl                               | オットー・グローテヴォール（Otto Grotewohl）                        | 1945年                       | 1946年                       | 党中央委員会議長に就任しドイツ共産党（KPD）との合同を推し進め、ソ連占領地域のSPDはKPDと合併しドイツ社会主義統一党(SED)を結成。東ドイツ建国後、初代首相となる。 |
| 14                                                     | Kurt Schumacher                              | クルト・シューマッハー（Kurt Schumacher）                           | 1945年                       | 1946年                       | 1945年10月に党大会が開かれ正式に党が再建された。 |
| 西ドイツのドイツ社会民主党 1946–1990                   |                                              |                                                                     |                              |                              | |
| 15                                                     | Kurt Schumacher                              | クルト・シューマッハー（Kurt Schumacher）                           | 1946年5月11日                | 1952年8月20日                | |
| 16                                                     | Erich Ollenhauer                             | エーリッヒ・オレンハウアー（Erich Ollenhauer）                      | 1952年9月27日                | 1963年12月14日               | |
| 17                                                     | Willy Brandt                                 | ヴィリー・ブラント（Willy Brandt）                                  | 1964年2月16日                | 1987年6月14日                | 首相在任は1974年まで（1974 - 1982はヘルムート・シュミットが首相を務めた）                                                                                      |
| 18                                                     | Hans-Jochen Vogel                            | ハンス＝ヨッヘン・フォーゲル（Hans-Jochen Vogel）                   | 1987年6月14日                | 1990年9月26日                | 1990年9月27日に東側の社会民主党と合流 |
| 東ドイツで再建されたドイツ社会民主党 SDP/SPD 1989–1990 |                                              |                                                                     |                              |                              | |
| 1                                                      | Stephan Hilsberg                             | シュテファン・ヒルスベルク（Stephan Hilsberg）                      | 1989年10月17日               | 1990年2月23日                | |
| 2                                                      | Ibrahim Böhme                                | イブラヒム・ベーメ（Ibrahim Böhme）                                 | 1990年2月23日                | 1990年4月1日                 | |
| 3                                                      | Markus Meckel                                | マルクス・メッケル（Markus Meckel）                                 | 1990年4月8日                 | 1990年6月9日                 | |
| 4                                                      | Wolfgang Thierse                             | ヴォルフガング・ティールゼ（Wolfgang Thierse）                      | 1990年6月9日                 | 1990年9月26日                | 1990年9月27日に西側の社会民主党と合流 |
| ドイツ再統一後 (1990)                                  |                                              |                                                                     |                              |                              | |
| 19                                                     | Hans-Jochen Vogel                            | ハンス＝ヨッヘン・フォーゲル（Hans-Jochen Vogel）                   | 1990年9月27日                | 1991年5月29日                | |
| 20                                                     | Björn Engholm                                | ビョルン・エングホルム（Björn Engholm）                             | 1991年5月29日                | 1993年5月3日                 | |
| -                                                      | Johannes Rau                                 | ヨハネス・ラウ（Johannes Rau）                                      | 1993年5月3日                 | 1993年6月25日                | （臨時代理党首） |
| 21                                                     | Rudolf Scharping                             | ルドルフ・シャーピング（Rudolf Scharping）                          | 1993年6月25日                | 1995年11月16日               | |
| 22                                                     | Oskar Lafontaine                             | オスカー・ラフォンテーヌ（Oskar Lafontaine）                        | 1995年11月16日               | 1999年3月12日                | |
| 23                                                     |                                              | ゲアハルト・シュレーダー（Gerhard Schröder）                        | 1999年3月12日                | 2004年3月21日                | |
| 24                                                     | Franz Müntefering                            | フランツ・ミュンテフェーリング（Franz Müntefering）                 | 2004年3月21日                | 2005年11月15日               | |
| 25                                                     | Matthias Platzeck                            | マティアス・プラツェック（Matthias Platzeck）                       | 2005年11月15日               | 2006年4月10日                | 健康上の理由のため辞任 |
| 26                                                     | Kurt Beck                                    | クルト・ベック（Kurt Beck）                                         | 2006年4月10日                | 2008年9月7日                 | |
| -                                                      | Frank-Walter Steinmeier                      | フランク＝ヴァルター・シュタインマイヤー（Frank-Walter Steinmeier） | 2008年9月7日                 | 2008年10月18日               | （臨時代理党首） |
| 27                                                     | Franz Müntefering                            | フランツ・ミュンテフェーリング（Franz Müntefering）                 | 2008年10月18日               | 2009年11月13日               | |
| 28                                                     | Sigmar Gabriel                               | ジグマール・ガブリエル（Sigmar Gabriel）                            | 2009年11月13日               | 2017年3月19日                | |
| 29                                                     | Martin Schulz                                | マルティン・シュルツ（Martin Schulz）                               | 2017年3月11日                | 2018年2月13日                | 満場一致で党首に選出 |
| -                                                      | Olaf Scholz                                  | オラフ・ショルツ (Olaf Scholz)                                      | 2018年2月13日                | 2018年4月22日                | （臨時代理党首） |
| 30                                                     | Andrea Nahles                                | アンドレア・ナーレス (Andrea Nahles)                                | 2018年4月22日                | 2019年6月3日                 | 初の女性党首 |
| -                                                      | Malu Dreyer                                  | マル・ドライヤー (Malu Dreyer)                                      | 2019年6月3日                 | 2019年12月6日                | （臨時代理党首） |
| -                                                      | Thorsten Schäfer-Gümbel                      | トルステン・シェーファー＝ギュンベル (Thorsten Schäfer-Gümbel)      | 2019年6月3日                 | 2019年10月1日                | 政界引退の為辞任（臨時代理党首） |
| -                                                      | Manuela Schwesig                             | マヌエラ・シュヴェーズィヒ (Manuela Schwesig)                       | 2019年6月3日                 | 2019年9月10日                | 癌診断の為辞任（臨時代理党首） |
| 31                                                     | Saskia Esken                                 | サスキア・エスケン (Saskia Esken)                                   | 2019年12月6日                | 2021年12月11日               | |
| 31                                                     | Norbert Walter-Borjans                       | ノルベルト・ワルターボルヤンス (Norbert Walter-Borjans)             | 2019年12月6日                | 2021年12月11日               | |
| 32                                                     | Saskia Esken                                 | サスキア・エスケン (Saskia Esken)                                   | 2021年12月11日               |                              | |
| 32                                                     | Lars Klingbeil                               | ラース・クリングバイル (Lars Klingbeil)                             | 2021年12月11日               |                              | |

### 現在の党役員
2021年12月11日に開かれた党大会で、以下ののメンバーが役員として選出された。
| 役職         | 氏名                         | 肩書                                                                  |
| ------------ | ---------------------------- | --------------------------------------------------------------------- |
| 党首         | サスキア・エスケン           | ドイツ連邦議会議員                                                    |
| 党首         | ラース・クリングバイル       | ドイツ連邦議会議員                                                    |
| 副党首       | クララ・ゲイウィッツ         | 住宅、都市開発及び建設担当大臣                                        |
| 副党首       | フベルトゥス・ハイル         | 労働・社会大臣、ドイツ連邦議会議員                                    |
| 副党首       | トーマス・クチャティ         | ノルトライン＝ヴェストファーレン州支部代表、州議会議員                |
| 副党首       | ゼルピル・ミドヤトリ         | シュレースヴィヒ＝ホルシュタイン州支部代表、州議会議員                |
| 副党首       | アンケ・レーリンガー         | ザールラント州支部代表 ザールラント州経済・労働・エネルギー・運輸大臣 |
| 幹事長       | ケビン・キューネルト         | ドイツ連邦議会議員                                                    |
| 財務責任者   | ディートマー・ニエタン       | ドイツ連邦議会議員                                                    |
| EU担当       | カタリナ・バーリー           | 欧州議会副議長                                                        |
| 連邦事務局長 | ジェシカ・ヴィッシュマイアー |                                                                       |

## 選挙結果

### 帝国議会
帝政期の帝国議会（Reichstag）における社民党の党勢。
- 選挙制度は小選挙区[227]
人口を無視して農村の比重を重くするという保守政党に著しく有利になる選挙区割りを取っていた。そのため都市労働者を基盤とする社民党は実際の得票率より大幅に少ない議席しか取れなかった[227]
- 選挙権は25歳以上の男性[227]

| 選挙日                | 得票        | 得票率 | 得票順位 | 獲得議席  | 議席占有率 | 議席順位 |
| --------------------- | ----------- | ------ | -------- | --------- | ---------- | -------- |
| 1890年2月20日         | 1,427,300票 | 19.7%  | 第1党    | 35 / 397  | 8.8%       | 第5党    |
| 1893年6月15日         | 1,786,700票 | 23.3%  | 第1党    | 44 / 397  | 11.1%      | 第4党    |
| 1898年6月16日         | 2,107,100票 | 27.2%  | 第1党    | 56 / 397  | 14.1%      | 第2党    |
| 1903年6月16日         | 3,010,800票 | 31.7%  | 第1党    | 81 / 397  | 20.4%      | 第2党    |
| 1907年1月25日         | 3,259,000票 | 28.9%  | 第1党    | 43 / 397  | 10.8%      | 第4党    |
| 1912年1月12日         | 4,250,400票 | 34.8%  | 第1党    | 110 / 397 | 27.7%      | 第1党    |
| 出典：Nohlen & Stöver |             |        |          |           |            |          |

### 国民議会と国会
ヴァイマル共和政期からナチス政権期の国民議会（Nationalversammlung、1919年時のみの議会名称）および国会（Reichstag）における社民党の党勢。
- 選挙制度は比例代表制[227]
- 選挙権は20歳以上の男女[227]

| 選挙日             | 得票         | 得票率 | 獲得議席  | 議席順位 |
| ------------------ | ------------ | ------ | --------- | -------- |
| 1919年1月19日      | 11,509,048票 | 37.9%  | 165 / 423 | 第1党    |
| 1920年6月6日       | 6,179,991票  | 21.7%  | 113 / 459 | 第1党    |
| 1924年5月4日       | 6,008,905票  | 20.5%  | 100 / 472 | 第1党    |
| 1924年12月7日      | 7,881,041票  | 26.0%  | 131 / 493 | 第1党    |
| 1928年5月20日      | 9,152,979票  | 29.8%  | 153 / 491 | 第1党    |
| 1930年9月14日      | 8,575,244票  | 24.5%  | 143 / 577 | 第1党    |
| 1932年7月31日      | 7,959,712票  | 21.6%  | 133 / 608 | 第2党    |
| 1932年11月6日      | 7,247,901票  | 20.4%  | 121 / 584 | 第2党    |
| 1933年3月5日       | 7,181,629票  | 18.3%  | 120 / 647 | 第2党    |
| 出典：Gonschior.de |              |        |           |          |

### ライヒ大統領選挙
ヴァイマル共和政期のライヒ大統領選挙における社民党の党勢。
- 選挙権は20歳以上の男女

| 選挙日                  | 党の大統領候補     | 得票        | 得票率 | 結果 |
| ----------------------- | ------------------ | ----------- | ------ | ---- |
| 1925年3月29日(一次投票) | オットー・ブラウン | 7,802,497票 | 29.0%  | 落選 |
| 出典：Gonschior.de      |                    |             |        |      |

### 連邦議会
ドイツ連邦共和国(西ドイツ・統一ドイツ)の連邦議会（Bundestag）における社民党の党勢。
- 選挙制度は小選挙区比例代表併用制。
- 選挙権は1970年まで21歳以上の男女、1970年以降18歳以上の男女[229]

| 選挙日                 | 選挙区得票 比例得票       | 選挙区得票率 比例得票率 | 獲得議席  | 議席順位 |
| ---------------------- | ------------------------- | ----------------------- | --------- | -------- |
| 1949年8月14日          | 6,934,975票               | 29.2%                   | 131 / 402 | 第2党    |
| 1953年9月6日           | 8,131,257票 7,944,943票   | 29.5% 28.8%             | 162 / 509 | 第2党    |
| 1957年9月15日          | 9,651,669票 9,495,571票   | 32.0% 31.8%             | 181 / 519 | 第2党    |
| 1961年9月17日          | 11,672,057票 11,427,355票 | 36.5% 36.2%             | 203 / 521 | 第2党    |
| 1965年9月19日          | 12,998,474票 12,813,186票 | 40.1% 39.3%             | 217 / 518 | 第2党    |
| 1969年9月28日          | 14,402,374票 14,065,716票 | 44.0% 42.7%             | 237 / 518 | 第2党    |
| 1972年11月19日         | 18,228,239票 17,175,169票 | 48.9% 45.8%             | 242 / 518 | 第1党    |
| 1976年10月3日          | 16,471,321票 16,099,019票 | 43.7% 42.6%             | 224 / 518 | 第2党    |
| 1980年10月5日          | 16,808,861票 16,260,677票 | 44.5% 42.9%             | 228 / 519 | 第2党    |
| 1983年3月5日           | 15,686,033票 14,865,807票 | 40.4% 38.2%             | 202 / 520 | 第2党    |
| 1987年1月25日          | 14,787,953票 14,025,763票 | 39.2% 37.0%             | 193 / 519 | 第2党    |
| 1990年12月2日          | 16,279,980票 15,545,366票 | 35.2% 33.5%             | 239 / 662 | 第2党    |
| 1994年10月16日         | 17,966,813票 17,140,354票 | 38.3% 36.4%             | 252 / 672 | 第2党    |
| 1998年9月27日          | 21,535,893票 20,181,269票 | 43.8% 40.9%             | 298 / 669 | 第1党    |
| 2002年9月22日          | 20,059,967票 18,484,560票 | 41.9% 38.5%             | 251 / 603 | 第1党    |
| 2005年9月18日          | 18,129,100票 16,194,665票 | 38.4% 34.2%             | 222 / 614 | 第2党    |
| 2009年9月27日          | 12,077,437票 9,988,843票  | 27.9% 23.0%             | 146 / 622 | 第2党    |
| 2013年9月22日          | 12,835,933票 11,247,283票 | 29.4% 25.7%             | 193 / 630 | 第2党    |
| 2017年9月24日          | 11,426,613票 9,538,367票  | 24.6% 20.5%             | 153 / 709 | 第2党    |
| 2021年9月26日          | 12,227,998票 11,949,374票 | 26.4% 25.7%             | 203 / 736 | 第1党    |
| 2025年2月23日          | 9,934,614票 8,148,284票   | 20.1% 16.4%             | 120 / 630 | 第3党    |
| 出典：Bundestagswahlen |                           |                         |           |          |

### 人民議会
自由選挙導入後のドイツ民主共和国(東ドイツ)の人民議会における社民党の党勢
- 選挙制度は比例代表制[230]

| 選挙日                | 得票        | 得票率 | 獲得議席（総議席） | 議席順位 |
| --------------------- | ----------- | ------ | ------------------ | -------- |
| 1990年3月18日         | 2,525,534票 | 21.9%  | 88議席（400議席）  | 第2党    |
| 出典：Nohlen & Stöver |             |        |                    |          |

### 欧州議会
欧州議会における社民党の党勢。
- 選挙制度は比例代表制。
- 選挙権は18歳以上の男女

| 選挙日            | 得票         | 得票率 | 獲得議席 | 議席順位 |
| ----------------- | ------------ | ------ | -------- | -------- |
| 1979年6月10日     | 11,370,045票 | 40.8%  | 33 / 81  | 第2党    |
| 1984年6月17日     | 9,296,417票  | 37.4%  | 32 / 81  | 第2党    |
| 1989年6月10日     | 10,525,728票 | 37.3%  | 30 / 80  | 第2党    |
| 1994年6月12日     | 11,389,697票 | 32.2%  | 40 / 99  | 第2党    |
| 1999年6月13日     | 8,307,085票  | 30.7%  | 33 / 99  | 第2党    |
| 2004年6月13日     | 5,547,971票  | 21.5%  | 23 / 99  | 第2党    |
| 2009年6月7日      | 5,472,566票  | 20.8%  | 23 / 99  | 第2党    |
| 2014年5月25日     | 7,999,955票  | 27.2%  | 27 / 96  | 第2党    |
| 2019年5月26日     | 5,914,953票  | 15.8%  | 16 / 96  | 第3党    |
| 2024年6月9日      | 5,548,528票  | 13.9%  | 14 / 96  | 第3党    |
| 出典：election.de |              |        |          |          |

### 州議会
| 州                                 | 選挙年 | 得票数    | %          | 議席数   | +/– | 政府            |
| ---------------------------------- | ------ | --------- | ---------- | -------- | --- | --------------- |
| バーデン＝ヴュルテンベルク州       | 2021   | 535,462   | 11.0 (#3)  | 19 / 154 | 0   | 野党            |
| バイエルン州                       | 2023   | 1,140,585 | 8.4 (#5)   | 17 / 203 | 5   | 野党            |
| ベルリン                           | 2023   | 278,978   | 18.4 (#2)  | 34 / 147 | 2   | CDU–SPD         |
| ブランデンブルク州                 | 2024   | 463,678   | 30.89 (#1) | 32 / 88  | 7   | SPD–BSW         |
| ブレーメン州                       | 2023   | 376,610   | 29.8 (#1)  | 27 / 84  | 4   | SPD–Greens–Left |
| ハンブルク                         | 2025   | 1,463,560 | 33.5 (#1)  | 45 / 121 | 9   | 未公表          |
| ヘッセン州                         | 2023   | 424,487   | 15.1 (#3)  | 23 / 133 | 6   | CDU–SPD         |
| ニーダーザクセン州                 | 2022   | 1,211,418 | 33.4 (#1)  | 57 / 146 | 2   | SPD–Greens      |
| メクレンブルク＝フォアポンメルン州 | 2021   | 361,761   | 39.6 (#1)  | 34 / 79  | 8   | SPD–Left        |
| ノルトライン＝ヴェストファーレン州 | 2022   | 1,905,002 | 26.7 (#2)  | 56 / 195 | 13  | 野党            |
| ラインラント＝プファルツ州         | 2021   | 691,055   | 35.7 (#1)  | 39 / 101 | 0   | SPD–Greens–FDP  |
| ザールラント州                     | 2022   | 196,799   | 43.5 (#1)  | 29 / 51  | 12  | SPD             |
| ザクセン州                         | 2024   | 172,002   | 7.3 (#4)   | 10 / 119 | 0   | CDU–SPD         |
| ザクセン＝アンハルト州             | 2021   | 89,475    | 8.4 (#4)   | 9 / 97   | 2   | CDU–SPD–FDP     |
| シュレースヴィヒ＝ホルシュタイン州 | 2022   | 221,536   | 16.0 (#3)  | 12 / 69  | 9   | 野党            |
| テューリンゲン州                   | 2024   | 73,088    | 6.1 (#5)   | 6 / 90   | 2   | SPD–BSW–CDU     |

## 日本社会党との関係
日本社会党とドイツ社会民主党の出会いは1951年(昭和26年)6月30日から7月3日までフランクフルトで開催された社会主義インターナショナルの結成大会だった。この大会に日本社会党代表として出席した鈴木茂三郎はドイツ社民党のシューマッハーに共感を抱いた。鈴木はこの時のことを1965年(昭和40年)に次のように回顧している。「英国労働党は英国政府の与党であったことにもよるだろうが、社会主義政党としてあるまじき軍備第一主義に固執した。またアジア、アフリカなどの植民地に対する正しい認識を持たず、日本社会党の世界平和のための再軍備反対とか、外交上の中立に対して理解を示そうともしなかった。その英国労働党が社会主義インタの大国的な指導的立場にあったことは社会主義インタの出発を誤らせた」「そうした中で西独の社会民主党党首シューマッハの健在であったことが社会主義インタの正しい支柱となっていた」。
これは当時ドイツ社民党がシューマッハーの指導のもとNATOや自国の再軍備政策に反対したためだが、シューマッハーが再軍備に反対したのは、それがドイツ統一を阻害すると考えたからであり、彼は非武装中立論者だったわけではない。そもそもシューマッハーはソ連共産主義への断固たる反対者だったので、親ソ・非武装中立の立場から再軍備に反対した鈴木とは全く異なる立場だった。しかし「再軍備反対」という表面上の共通項は日本社会党に「シューマッハーのSPDは英国労働党と違う」「日本と西ドイツはアメリカ帝国主義によって抑圧されている同志である」という好印象を抱かせた。
1951年(昭和26年)10月に日本社会党は左派と右派に分裂。左派が躍進する中で日本社会党は、社会主義インターナショナルの反共的な防衛方針への反発を強めていった。しかし日本社会党とドイツ社民党の友好関係は一応続き、1956年(昭和31年)11月のドイツ社民党党首オレンハウアーの訪日（重光葵外務大臣とも会見したが、主たる目的は日本社会党との交流だった）も盛大な歓迎をもって行われた。この時に両党の定期協議の場を作ろうという提案がオレンハウアーから出されたが、日本社会党が社会主義インターナショナルを軽視していたこともあって結局実現せずに終わった。
この後、日本社会党とドイツ社民党の関係は悪化していく。その原因の一つとしては日本社会党左派の社会主義協会の国会議員たちが東ドイツを訪問して「ソ連・東ドイツのドイツ統一案を支持する」という不用意な表明を行ったことである。これは日本社会党全体の方針ではなかったが、両党関係を気まずくした事件となった。もう一つの原因は、ドイツ社民党のゴーデスベルク綱領である。階級政党から国民政党への転換を謳うこの綱領に日本社会党左派は強く反発していた。例えば社会主義協会の機関誌『社会主義』はこの綱領の前身たるドルトムント行動綱領について「はっきりと共産党と一線を画しているばかりでなく、進んで共産党反対の闘争の先頭に立つ態度を明らかにしている。反面階級闘争を否定して、敵階級に対しても『寛大』の原則で臨まねばならないとしている。これはドイツ社会民主党が戦前のワイマール共和国時代の社会民主党に比べても一層後退していることを物語るものであろう」「ドイツ社会民主党がこの綱領からうかがわれる限りでは、完全に階級政党としての性格を放棄して、事実上ブルジョワ既成政党に堕としていることは、同党が議会内の活動だけに主力をおいて、ドイツの民族解放と統一実現のための闘争を狭い議会主義の枠の中に閉じ込めようと躍起の努力を続けていることからも窺われよう」と批判的に論評している。
1959年(昭和34年)2月には後に西ドイツ首相となる西ベルリン市長ブラントが訪日。ブラントは西ベルリン駐留米軍の強化を求めるなど社民党内でも特にアデナウアーに近い外交安全保障観を有していた。特にこの際の訪日はソ連のフルシチョフが1958年11月に「西ベルリンを東ドイツに引き渡してベルリンを自由都市化すべき」という提案を行って以来深刻化していた西ベルリンの危機的状況を国際社会に訴えるために行われたアジア諸国歴訪の一環だったので尚更だった。ブラントには自由を抑圧する共産主義国に媚びへつらい、ひたすら親ソ親中を貫く日本社会党の姿は異様にしか見えなかった。ブラントは「日本の社会主義者と私の間に不和が生じたというのは噂であって事実と反する」と述べながらも、日本社会党の右派と左派の繋がりは理解できないという違和感を書いている。ドイツ社民党にとって、マルクス・レーニン主義者と民主社会主義者が同じ政党で同居することは決して当然ではなかったのである。
ブラント訪日後、日本社会党の方もドイツ社民党のことを「アメリカ帝国主義に抑圧されている同志」というこれまでの視点で見なくなり、両党関係は急速に冷え込んだ。1960年(昭和35年)6月にドイツ社民党はNATOをはじめとする西側軍事同盟体制を容認する立場に転換したが、これは「再軍備反対」「NATO反対」の共同の旗の下に辛うじて保たれていた日本社会党とドイツ社民党の紐帯が断ち切られたことを意味した。
1960年(昭和35年)には社会党右派が民社党として社会党から分離した。民社党はドイツ社民党のゴーデスベルク綱領を高く評価してドイツ社民党との関係を強化していった。一方、日本社会党は民社党憎しの感情も加わってますますドイツ社民党や西欧社会民主主義を軽蔑するようになり、1960年代初頭には「SPDの右傾化」を激しく批判した。以降両党関係は完全に冷え切ったものとなった。

## ギャラリー

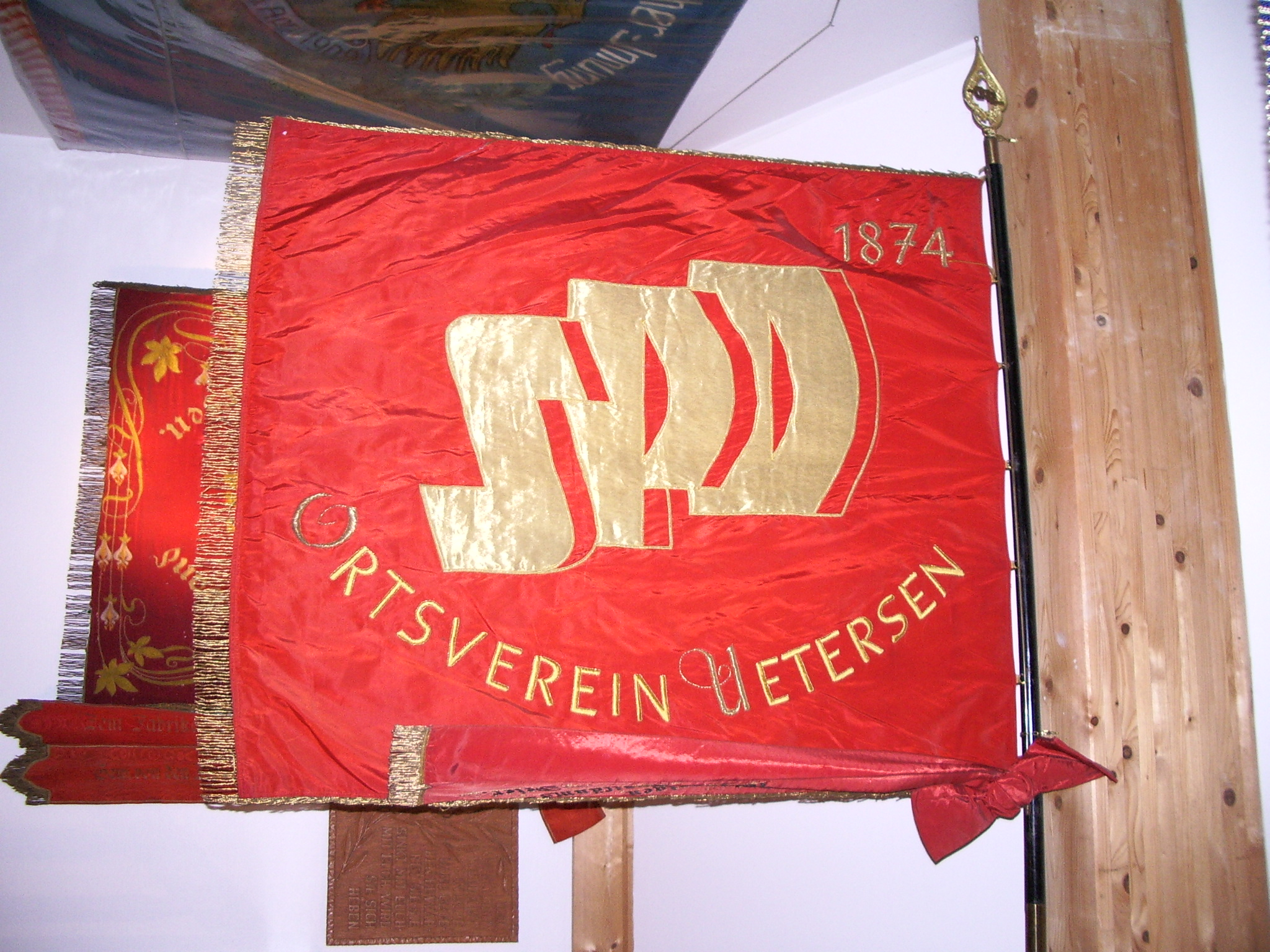
1874年のSPDロゴ
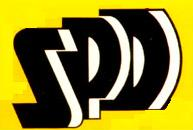
1930年代のSPDロゴ
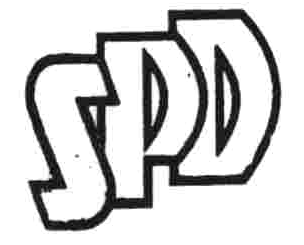
1946年のSPDロゴ
1969–1982年のSPDロゴ「SPD 社会民主主義者」
1989年のSPDロゴ[239]
2009–2011年 SPDロゴのバリエーション[240]
2019年のSPDロゴ「新しい時代へ」
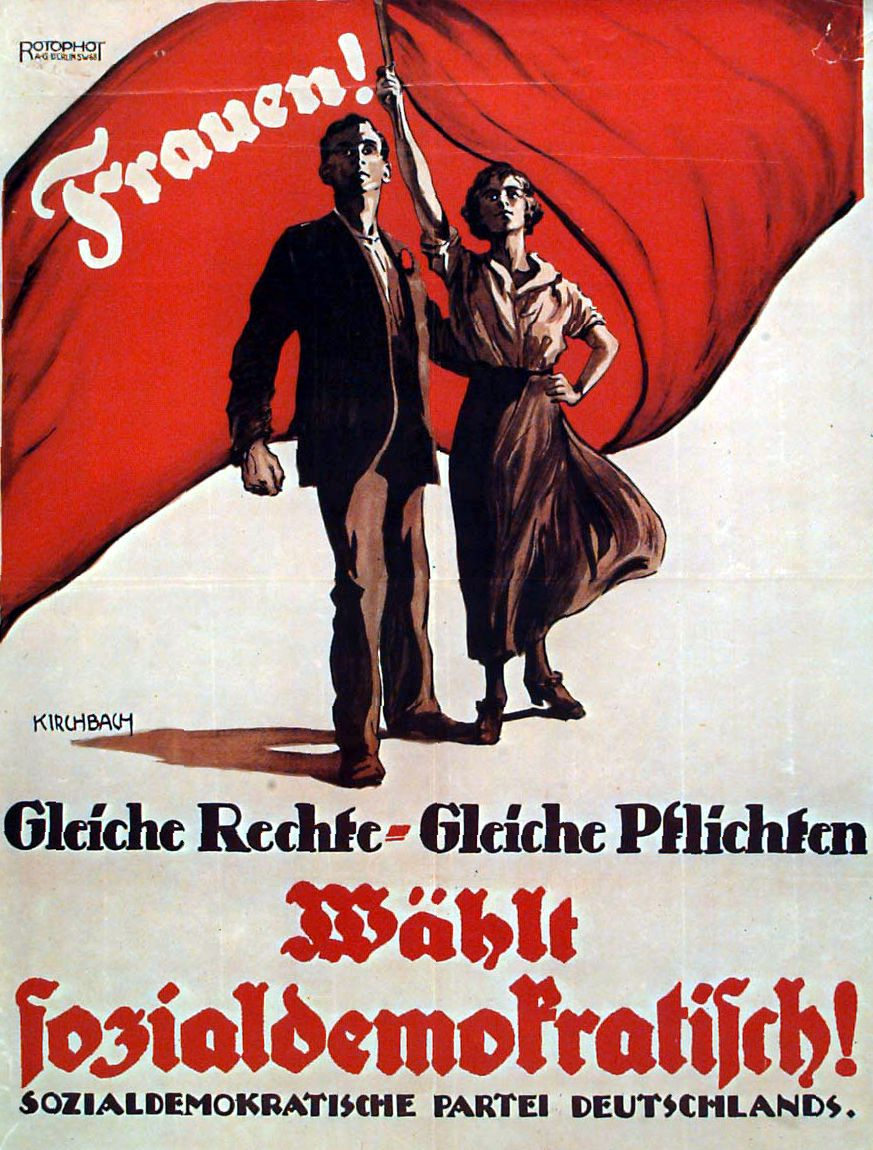
1919年 SPD選挙ポスター。「女性達! 同じ権利、同じ義務。民主主義を選択せよ。」
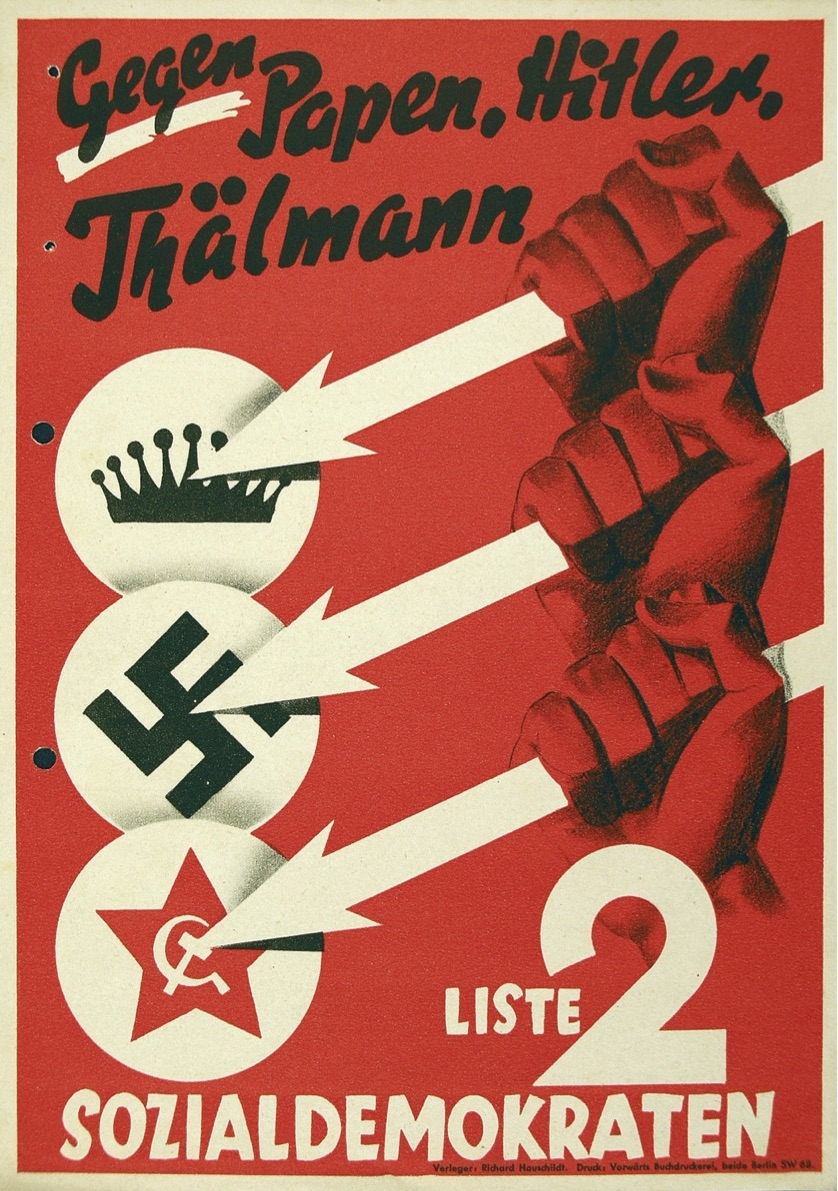
1932年 SPD選挙ポスター。3本の矢が反動的保守、ナチズム、共産主義への反対を示している。「パーペン、ヒトラー、テールマンに反対せよ」。
2007年 組織図